# 1955
| [ Edytuj tabelę ]                                                | |
| Przewodniczący Rady Państwa                                      | - 1952 Aleksander Zawadzki 1964 |
| Premier Polski                                                   | - 1954 Józef Cyrankiewicz 1970 |
| Prezydent Polski na uchodźstwie                                  | - 1947 August Zaleski 1972 |
| Premier rządu RP na uchodźstwie                                  | - 1954 Stanisław Mackiewicz 1955 - 1955 Hugon Hanke 1955 - 1955 Antoni Pająk 1965                                                          |
| I sekretarz KC PZPR                                              | - 1954 Bolesław Bierut 1956 |
| Król Afganistanu                                                 | - 1933 Mohammad Zaher Szah 1973 |
| Premier Afganistanu                                              | - 1953 Mohammad Daud Chan 1963 |
| Przywódca Albanii                                                | - 1944 Enver Hoxha 1985 |
| Premier Albanii                                                  | - 1954 Mehmet Shehu 1981 |
| Współksiążęta Andory                                             | - 1943 Ramón Iglesias i Navarri 1969 - 1954 René Coty 1959                                                                                 |
| Król Arabii Saudyjskiej                                          | - 1953 Su’ud ibn Abd al-Aziz Al Su’ud 1964                                                                                                 |
| Prezydent Argentyny                                              | - 1946 płk. Juan Perón 1955 - 1955 José Domingo Molina Gómez 1955 - 1955 gen. Eduardo Lonardi 1955 - 1955 gen. Pedro Eugenio Aramburu 1958 |
| Premier Australii                                                | - 1949 Robert Menzies 1966 |
| Prezydent Austrii                                                | - 1951 Theodor Körner 1957 |
| Kanclerz Austrii                                                 | - 1953 Julius Raab 1961 |
| Prezydent Birmy                                                  | - 1952 Ba U 1957 |
| Premier Birmy                                                    | - 1948 U Nu 1956 |
| Król Belgów                                                      | - 1951 Baudouin 1993 |
| Premier Belgii                                                   | - 1954 Achille Van Acker 1958 |
| Król Bhutanu                                                     | - 1952 Jigme Dorji Wangchuck 1972 |
| Premier Bhutanu                                                  | - 1952 Jigme Palden Dorji 1964 |
| Prezydent Boliwii                                                | - 1952 Víctor Paz Estenssoro 1956 |
| Sułtan Brunei                                                    | - 1950 Omar Ali Saifuddien III 1967 |
| Przywódca Bułgarii                                               | - 1954 Todor Żiwkow 1989 |
| Premier Bułgarii                                                 | - 1950 Wyłko Czerwenkow 1956 |
| Prezydent Chile                                                  | - 1952 Carlos Ibáñez del Campo 1958 |
| Przewodniczący ChRL                                              | - 1949 Mao Zedong 1959 |
| Premier Chin                                                     | - 1949 Zhou Enlai 1976 |
| Prezydent Czechosłowacji                                         | - 1953 Antonín Zápotocký 1957 |
| Premier Czechosłowacji                                           | - 1953 Viliam Široký 1963 |
| Król Danii                                                       | - 1947 Fryderyk IX 1972 |
| Premier Danii                                                    | - 1953 Hans Hedtoft 1955 - 1955 Hans Christian Hansen 1960                                                                                 |
| Dalajlama                                                        | - 1940 Tenzin Gjaco |
| Prezydent Dominikany                                             | - 1952 Héctor Trujillo 1960 |
| Prezydent Egiptu                                                 | - 1954 Gamal Abdel Naser 1958 |
| Premier Egiptu                                                   | - 1954 Gamal Abdel Naser 1961 |
| Prezydent Ekwadoru                                               | - 1952 José María Velasco Ibarra 1956 |
| Cesarz Etiopii                                                   | - 1941 Hajle Syllasje 1974 |
| Premier Etiopii                                                  | - 1942 Mekonnyn Yndalkaczeu 1957 |
| Prezydent Filipin                                                | - 1953 Ramon Magsaysay 1957 |
| Prezydent Finlandii                                              | - 1946 Juho Paasikivi 1956 |
| Premier Finlandii                                                | - 1954 Urho Kekkonen 1956 |
| Prezydent Francji                                                | - 1954 René Coty 1959 |
| Premier Francji                                                  | - 1954 Pierre Mendès France 1955 - 1955 Edgar Faure 1956                                                                                   |
| Król Grecji                                                      | - 1947 Paweł I 1964 |
| Premier Grecji                                                   | - 1952 Aleksandros Papagos 1955 - 1955 Konstandinos Karamanlis 1958                                                                        |
| Prezydent Gwatemali                                              | - 1954 Carlos Castillo Armas] 1957 |
| Prezydent Haiti                                                  | - 1950 Paul Magloire 1956 |
| Regent Hiszpanii                                                 | - 1947 Francisco Franco 1975 |
| Premier Hiszpanii                                                | - 1939 Francisco Franco 1973 |
| Król Holandii                                                    | - 1948 Juliana 1980 |
| Premier Holandii                                                 | - 1948 Willem Drees 1958 |
| Prezydent Hondurasu                                              | - 1954 Julio Lozano Díaz (p.o.) 1956 |
| Szach Iranu                                                      | - 1941 Mohammad Reza Pahlawi 1979 |
| Premier Iranu                                                    | - 1953 Fazlollah Zahedi 1955 - 1955 Hosejn Ala 1957                                                                                        |
| Prezydent Indii                                                  | - 1950 Rajendra Prasad 1962 |
| Premier Indii                                                    | - 1947 Jawaharlal Nehru 1964 |
| Prezydent Indonezji                                              | - 1945 Sukarno 1967 |
| Prezydent Irlandii                                               | - 1945 Seán O’Kelly 1959 |
| Premier Irlandii                                                 | - 1954 John A. Costello 1957 |
| Prezydent Islandii                                               | - 1952 Ásgeir Ásgeirsson 1968 |
| Premier Islandii                                                 | - 1953 Ólafur Thors 1956 |
| Prezydent Izraela                                                | - 1952 Jicchak Ben Cewi 1963 |
| Premier Izraela                                                  | - 1954 Mosze Szaret 1955 - 1955 Dawid Ben Gurion 1963                                                                                      |
| Cesarz Japonii                                                   | - 1926 Hirohito 1989 |
| Premier Japonii                                                  | - 1954 Ichirō Hatoyama 1956 |
| Król Jordanii                                                    | - 1952 Husajn 1999 |
| Premier Jordanii                                                 | - 1954 Taufik Abu al-Huda 1955 - 1955 Sa’id al-Mufti 1955 - 1955 Hazza al-Madżali 1955 - 1955 Ibrahim Haszim (p.o.) 1956                   |
| Prezydent Jugosławii                                             | - 1953 Josip Broz Tito 1980 |
| Premier Jugosławii                                               | - 1945 Josip Broz Tito 1963 |
| Król Kambodży                                                    | - 1953 Norodom Sihanouk 1955 - 1955 Norodom Suramarit 1960                                                                                 |
| Premier Kambodży                                                 | - 1954 Penn Nouth 1955 - 1955 Leng Ngeth 1955 - 1955 Norodom Sihanouk 1956                                                                 |
| Premier Kanady                                                   | - 1948 Louis St. Laurent 1957 |
| Prezydent Kolumbii                                               | - 1953 gen. Gustavo Rojas Pinilla 1957 |
| Patriarcha Konstantynopola                                       | - 1948 Atenagoras I 1972 |
| Prezydent Korei Południowej                                      | - 1948 Rhee Syng-man 1960 |
| Premier KRLD                                                     | - 1948 Kim Il Sŏng 1972 |
| Prezydent Kostaryki                                              | - 1953 José Figueres Ferrer 1958 |
| Prezydent Kuby                                                   | - 1952 Fulgencio Batista 1959 |
| Premier Kuby                                                     | - 1954 Andrés Domingo (p.o.) 1955 - 1955 Jorge García Montes 1957                                                                          |
| Król Laosu                                                       | - 1946 Sisavang Vong 1959 |
| Prezydent Libanu                                                 | - 1952 Kamil Szamun 1958 |
| Premier Libanu                                                   | - 1954 Sami as-Sulh 1955 - 1955 Raszid Karami 1956                                                                                         |
| Prezydent Liberii                                                | - 1944 William Tubman 1971 |
| Król Libii                                                       | - 1951 Idris I 1969 |
| Premier Libii                                                    | - 1954 Mustafa ibn Halim 1957 |
| Książę Liechtensteinu                                            | - 1938 Franciszek Józef II 1989 |
| Premier Liechtensteinu                                           | - 1945 Alexander Frick 1962 |
| Premier Litwyna emigracji                                        | - 1940 Stasys Lozoraitis 1983 |
| Wielki książę Luksemburga                                        | - 1919 Szarlotta 1964 |
| Premier Luksemburga                                              | - 1953 Joseph Bech 1958 |
| Premier Malty                                                    | - 1950 George Borg Olivier 1955 - 1955 Dom Mintoff 1958                                                                                    |
| Sułtan Maroka                                                    | - 1953 Muhammad ibn Arafa 1956 |
| Prezydent Meksyku                                                | - 1952 Adolfo Ruiz Cortines 1958 |
| Książę Monako                                                    | - 1949 Rainier III 2005 |
| Minister stanu Monako                                            | - 1953 Henry Soum 1959 |
| Przewodniczący Prezydium Wielkiego Churału Państwowego Mongolii  | - 1954 Dżamsrangijn Sambuu 1960 |
| Premier Mongolii                                                 | - 1952 Jumdżaagijn Cedenbal 1974 |
| Sekretarz generalny NATO                                         | - 1952 Hastings Lionel Ismay (Wielka Brytania) 1957                                                                                        |
| Król Nepalu                                                      | - 1951 Tribhuvan 1955 - 1955 Mahendra 1972                                                                                                 |
| Premier Nepalu                                                   | - 1953 Matrika Prasad Koirala 1955 - 1955 urząd zniesiony 1956                                                                             |
| Prezydent Niemiec                                                | - 1949 Theodor Heuss 1959 |
| Kanclerz Niemiec                                                 | - 1949 Konrad Adenauer 1963 |
| Prezydent Nikaragui                                              | - 1950 Anastasio Somoza García 1956 |
| Król Norwegii                                                    | - 1905 Haakon VII 1957 |
| Premier Norwegii                                                 | - 1951 Oscar Torp 1955 - 1955 Einar Gerhardsen 1963                                                                                        |
| Premier Nowej Zelandii                                           | - 1949 Sidney Holland 1957 |
| Prezydent NRD                                                    | - 1949 Wilhelm Pieck 1960 |
| Premier NRD                                                      | - 1949 Otto Grotewohl 1964 |
| Sułtan Omanu                                                     | - 1932 Sa’id ibn Tajmur 1970 |
| Sekretarz generalny ONZ                                          | - 1953 Dag Hammarskjöld (Szwecja) 1961 |
| Król Pakistanu (tytularny)                                       | - 1952 Elżbieta II 1956 |
| Premier Pakistanu                                                | - 1953 Muhammad Ali Bogra 1955 - 1955 Chaudhry Mohammad Ali 1956                                                                           |
| Prezydent Panamy                                                 | - 1952 José Antonio Remón Cantera 1955 - 1955 José Ramón Guizado 1955 - 1955 Ricardo Arias 1956                                            |
| Papież                                                           | - 1939 Pius XII 1958 |
| Prezydent Paragwaju                                              | - 1954 gen. Alfredo Stroessner 1989 |
| Prezydent Peru                                                   | - 1948 Manuel A. Odría 1956 |
| Premier Południowej Afryki                                       | - 1954 Johannes Strijdom 1958 |
| Prezydent Portugalii                                             | - 1951 Francisco Craveiro Lopes 1958 |
| Premier Portugalii                                               | - 1932 António de Oliveira Salazar 1968 |
| Sekretarz generalny Rady Europy                                  | - 1953 Léon Marchal (Francja) 1956 |
| Prezydent Rumunii                                                | - 1952 Petru Groza 1958 |
| Premier Rumunii                                                  | - 1952 Gheorghe Gheorghiu-Dej 1955 - 1955 Chivu Stoica 1961                                                                                |
| Prezydent Salwadoru                                              | - 1950 Óscar Osorio 1956 |
| Kapitanowie regenci San Marino                                   | - 1954 Agostino Giacomini Luigi Montironi 1955 - 1955 Domenico Forcellini Vittorio Meloni 1955 - 1955 Primo Bugli Giuseppe Maiani 1956     |
| Sekretarz Stanu do spraw Politycznych i Zagranicznych San Marino | - 1945 Gino Giacomini 1957 |
| Premier Sri Lanki                                                | - 1953 John Kotelawala 1956 |
| Premier Sudanu                                                   | - 1954 Isma’il al-Azhari 1956 |
| Prezydent Syrii                                                  | - 1954 Haszim al-Atasi 1955 - 1955 Szukri al-Kuwatli 1958                                                                                  |
| Premier Syrii                                                    | - 1954 Faris al-Churi 1955 - 1955 Sabri al-Asali 1955 - 1955 Sa’id al-Ghazzi 1956                                                          |
| Prezydent Szwajcarii                                             | - 1955 Max Petitpierre 1955 |
| Król Szwecji                                                     | - 1950 Gustaw VI Adolf 1973 |
| Premier Szwecji                                                  | - 1946 Tage Erlander 1969 |
| Król Tajlandii                                                   | - 1946 Bhumibol Adulyadej 2016 |
| Premier Tajlandii                                                | - 1948 Plaek Pibulsongkram 1957 |
| Prezydent Tajwanu                                                | - 1950 Czang Kaj-szek 1975 |
| Król Tonga                                                       | - 1918 Salote Tupou III 1965 |
| Premier Tonga                                                    | - 1949 Taufaʻahau Tupou IV 1965 |
| Prezydent Turcji                                                 | - 1950 Celâl Bayar 1960 |
| Premier Turcji                                                   | - 1950 Adnan Menderes 1960 |
| Prezydent Urugwaju                                               | - 1951 Andres Martínez Trueba (p.o.) 1955 - 1955 Narodowa Rada Rządowa 1967                                                                |
| Prezydent USA                                                    | - 1953 Dwight Eisenhower 1961 |
| Prezydent Wenezueli                                              | - 1952 Marcos Pérez Jiménez 1958 |
| Prezydent Węgier                                                 | - 1952 István Dobi 1967 |
| Premier Węgier                                                   | - 1953 Imre Nagy 1955 - 1955 András Hegedüs 1956                                                                                           |
| Monarcha Wielkiej Brytanii                                       | - 1952 Elżbieta II 2022 |
| Premier Wielkiej Brytanii                                        | - 1951 Winston Churchill 1955 - 1955 Anthony Eden 1957                                                                                     |
| Prezydent Wietnamu Północnego                                    | - 1945 Hồ Chí Minh 1969 |
| Premier Wietnamu Północnego                                      | - 1945 Hồ Chí Minh 1955 - 1955 Phạm Văn Đồng 1976                                                                                          |
| Prezydent Wietnamu Południowego                                  | - 1955 Ngô Đình Diệm 1963 |
| Premier Wietnamu Południowego                                    | - 1954 Ngô Đình Diệm 1955 |
| Prezydent Włoch                                                  | - 1948 Luigi Einaudi 1955 - 1955 Giovanni Gronchi 1962                                                                                     |
| Premier Włoch                                                    | - 1954 Mario Scelba 1955 - 1955 Antonio Segni 1957                                                                                         |
| Przywódca ZSRR                                                   | - 1953 Nikita Chruszczow 1964 |
| Premier ZSRR                                                     | - 1953 Gieorgij Malenkow 1955 - 1955 Nikołaj Bułganin 1958                                                                                 |

Rok 1955 / MCMLV
stulecia: XIX wiek ~
XX wiek ~
XXI wiek

dziesięciolecia:
1920–1929 •
1930–1939 •
1940–1949 •
1950–1959
• 1960–1969
• 1970–1979
• 1980–1989

lata: 1945 «
1950 «
1951 «
1952 «
1953 «
1954 «
1955
» 1956
» 1957
» 1958
» 1959
» 1960
» 1965

## Wydarzenia w Polsce
- 26 stycznia – premiera filmu Pokolenie.
- 3 lutego – otwarto Dom Towarowy Okrąglak w Poznaniu.
- 8 lutego – 47-letnia nauczycielka Ludwika Wawrzyńska uratowała czworo dzieci, wynosząc je z płonącego baraku hotelowego „Metrobudowy” przy ul. Włościańskiej 52 w Warszawie. Wskutek doznanych poparzeń zmarła w szpitalu 18 lutego.
- 21 lutego – otwarto nowy gmach Filharmonii Narodowej w Warszawie, co połączone zostało z inauguracją V Międzynarodowego Konkursu Pianistycznego im. Fryderyka Chopina.
- 22 lutego – rozpoczął się V Międzynarodowy Konkurs Pianistyczny im. Fryderyka Chopina.
- 2 marca – PZPN został członkiem UEFA.
- 21 marca – Adam Harasiewicz został zwycięzcą V Międzynarodowego Konkursu Pianistycznego im. Fryderyka Chopina.
- 31 marca – prof. Wiktor Bross przeprowadził w II Klinice Chirurgii we Wrocławiu pierwszą w Polsce komisurotomię mitralną palcem nieuzbrojonym w uśpieniu dotchawicznym pomysłu Antoniego Arońskiego.
- 5 kwietnia – otwarto Pałac Młodzieży w Warszawie.
- 23 kwietnia – marszałek Iwan Koniew został Honorowym Obywatelem Miasta Krakowa.
- 28 kwietnia – premiera filmu Opowieść atlantycka.
- 1 maja:
  - nadano pierwszą w historii transmisję spoza studia telewizyjnego (jedna kamera przekazywała przebieg obchodów 1-majowych z warszawskiego Placu Defilad).
  - powstał Zespół Filmowy „Kadr”.
- 9 maja – premiera filmu wojennego Godziny nadziei w reżyserii Jana Rybkowskiego.
- 11 maja – 58 osób (w tym 38 dzieci) zginęło, a 20 zostało rannych w pożarze kina w Wielopolu Skrzyńskim na Podkarpaciu.
- 14 maja – państwa bloku wschodniego podpisały w Warszawie traktat o przyjaźni, współpracy i pomocy wzajemnej, zwany Układem Warszawskim.
- 30 maja – 42 górników zginęło w pożarze w KWK Sośnica w Gliwicach.
- 4 czerwca – powołano Instytut Badań Jądrowych.
- 11 czerwca – w miejsce Oficerskiej Szkoły Marynarki Wojennej w Gdyni powołano Wyższą Szkołę Marynarki Wojennej.
- 19 czerwca – na Górze Świętej Anny odsłonięto Pomnik Czynu Powstańczego autorstwa Xawerego Dunikowskiego.
- 25 czerwca – Zbigniew Makomaski ustanowił rekord Polski w biegu na 400 m wynikiem 47,7 s.
- 22 lipca:
  - w Warszawie otwarto Stadion Dziesięciolecia.
  - w Warszawie oficjalnie otwarto Pałac Kultury i Nauki.
- 31 lipca – w Warszawie rozpoczął się V Światowy Festiwal Młodzieży i Studentów.
- 4 sierpnia – w Warszawie, Australijka Shirley Strickland ustanowiła rekord świata w biegu na 100 m wynikiem 11,3 s.
- 21 sierpnia – Adam Ważyk w tygodniku Nowa Kultura opublikował Poemat dla dorosłych, pierwszy poemat w którym jawnie skrytykowano władzę.
- 31 sierpnia:
  - Jerzy Chromik ustanowił rekord świata w biegu na 3000 m przeszk. wynikiem 8:42,2 s.
  - Edward Bugała ustanowił rekord Polski w biegu na 400 m ppł. wynikiem 52,7 s.
- 10 września – Stefan Lewandowski ustanowił rekord Polski w biegu na 1500 m wynikiem 3:43,4 s.
- 11 września:
  - Jerzy Chromik poprawił własny rekord świata w biegu na 3000 m przeszk. wynikiem 8:40,2 s.
  - Roman Kreft ustanowił rekord Polski w biegu na 800 m wynikiem 1:48,9 s.
- 22 września – bandyta Jerzy Paramonow zastrzelił podczas ucieczki z komisariatu przy ul. Wilczej w Warszawie milicjanta Zbigniewa Łęckiego, a kolejnego zranił.
- 28 września – powołano polsko-czechosłowacką komisję ds. wytyczenia granicy państwowej (swe prace prowadziła przez 32,5 miesiąca)
- 2 października – w Warszawie został ujęty zabójca milicjanta Jerzy Paramonow.
- 28 października – oddano do użytku Pałac Kultury i Nauki im. Józefa Stalina.
- 30 października – została poświęcona Archikatedra Chrystusa Króla w Katowicach.
- 15 listopada – wodowano pierwszy dziesięciotysięcznik M/S Marceli Nowotko.
- 26 listopada:
  - odsłonięto rekonstrukcję pomnika Adama Mickiewicza na rynku krakowskim, w 100. rocznicę śmierci wieszcza.
  - odbyła się premiera filmu Irena do domu!.
- listopad – program TVP emitowany jest 3 razy w tygodniu (poniedziałki, środy i soboty).
- 3 grudnia – premierą „Krakowiacy i Górale” Wojciecha Bogusławskiego rozpoczyna swą działalność Teatr Ludowy w Nowej Hucie.
- 4 grudnia – otwarto Planetarium Śląskie w Chorzowie.
- 7 grudnia – rozszerzono zakres używania flagi państwowej z godłem na lotniska cywilne, porty lotnicze oraz polskie samoloty komunikacyjne za granicą.
- 17 grudnia:
  - powołano Totalizator Sportowy.
  - została zlikwidowana Powszechna Organizacja „Służba Polsce”.
- 24 grudnia – Uniwersytet Poznański przemianowano na Uniwersytet im. Adama Mickiewicza.
- Powstał klub sportowy – Chełmianka Chełm.
- W Warszawie działa ok. 10 tys. odbiorników telewizyjnych.
- Na świat przyszło 793,8 tys. dzieci (najwięcej w całej historii Polski).

## Wydarzenia na świecie
- 2 stycznia – prezydent Panamy José Antonio Remón Cantera został zastrzelony z broni maszynowej na torze wyścigów konnych w mieście Panama.
- 7 stycznia – Marian Anderson jako pierwsza amerykańska ciemnoskóra śpiewaczka wystąpiła w Metropolitan Opera w Nowym Jorku.
- 12 stycznia – rozpoczęto budowę kosmodromu Bajkonur w Kazachstanie.
- 17 stycznia – pierwszy okręt podwodny o napędzie atomowym USS „Nautilus” wypłynął w swój pierwszy rejs.
- 18 stycznia – Chińska Armia Ludowo-Wyzwoleńcza dokonała inwazji na tajwańską wysepkę Yijiangshan; początek I kryzysu w Cieśninie Tajwańskiej.
- 22 stycznia – Departament Obrony Stanów Zjednoczonych ogłosił plan budowy systemu międzykontynentalnych pocisków balistycznych (ICBM) wyposażonych w głowice z bronią jądrową.
- 23 stycznia – katastrofa kolejowa w brytyjskim Royal Sutton Coldfield (17 zabitych, 43 rannych).
- 27 stycznia:
  - egipski sąd skazał na karę śmierci przez powieszenie dwóch agentów izraelskich (Moshe Marzouk i Shmuel Azar) oraz na kary wieloletniego więzienia pozostałych agentów izraelskich, aresztowanych po nieudanej operacji „Susannah”.
  - założone zostały Ariana Afghan Airlines.
- 28 stycznia – pierwszy kryzys w Cieśninie Tajwańskiej: w obliczu chińskiej inwazji Kongres Stanów Zjednoczonych upoważnił prezydenta Dwighta Eisenhowera do użycia sił zbrojnych w celu zabezpieczenia suwerenności Tajwanu.
- 8 lutego – Gieorgij Malenkow został zmuszony do ustąpienia z funkcji premiera ZSRR; jego następcą został Nikołaj Bułganin.
- 10 lutego – w Pradze wykonano wyroki śmierci na trzech członkach antykomunistycznej organizacji Czarny Lew 777.
- 12 lutego – prezydent USA Dwight Eisenhower wysłał pierwszych doradców wojskowych do Wietnamu Południowego.
- 19 lutego – uruchomiono regularne połączenie kolejowe Moskwa – Berlin.
- 23 lutego – Edgar Faure został po raz drugi premierem Francji.
- 24 lutego:
  - w Bagdadzie podpisano antykomunistyczny sojusz wojskowy między Irakiem a Turcją, do którego później tego samego roku przystąpiły także Wielka Brytania, Pakistan i Iran.
  - rozpoczęła się powódź nad rzeką Hunter w australijskim stanie Nowa Południowa Walia.
- 25 lutego – została utworzona diecezja helsińska.
- 26 lutego – założono Puchar Klubowych Mistrzów Europy, późniejsza Liga Mistrzów UEFA.
- 2 marca:
  - dokonano oblotu francuskiego samolotu myśliwsko-bombowego Dassault Super Mystère.
  - król Kambodży Norodom Sihanouk abdykował na rzecz swego ojca, Norodoma Suramarita.
- 3 marca – Elvis Presley po raz pierwszy wystąpił w telewizji w programie muzycznym Louisiana Hayride.
- 9 marca – premiera filmu Na wschód od Edenu.
- 12 marca – dokonano oblotu francuskiego śmigłowca Aérospatiale Alouette II.
- 13 marca – Mahendra został królem Nepalu.
- 16 marca:
  - na wyspie Kiusiu w Japonii utworzono Park Narodowy Saikai.
  - Brazylijczyk Adhemar Ferreira da Silva ustanowił rekord świata w trójskoku (16,56 m).
- 23 marca – Pius XII dokonał reformy kalendarza liturgicznego: zniósł obchód m.in. oktawy Bożego Ciała oraz oktawy Wszystkich Świętych (po reformie z 18 oktaw pozostały tylko oktawy: Bożego Narodzenia, Wielkanocy i Zesłania Ducha Świętego)
- 25 marca – dokonano oblotu amerykańskiego myśliwca Chance Vought F-8 Crusader.
- 30 marca – odbyła się 27. ceremonia wręczenia Oscarów.
- 1 kwietnia – cypryjska organizacja EOKA dokonała zamachu bombowego na budynki brytyjskiej administracji na Cyprze.
- 3 kwietnia – około 300 osób zginęło w pożarze pociągu pasażerskiego pod Guadalajarą w Meksyku.
- 5 kwietnia – Winston Churchill ogłosił rezygnację z funkcji premiera Wielkiej Brytanii.
- 7 kwietnia – Anthony Eden został premierem Wielkiej Brytanii.
- 11 kwietnia – premiera filmu Marty.
- 15 kwietnia – w Des Plaines w amerykańskim stanie Illinois otwarto pierwszą restaurację McDonald’s.
- 16 kwietnia – w Rangunie podpisano traktat pokojowy formalnie kończący wojnę pomiędzy Birmą a Japonią.
- 18 kwietnia:
  - mózg Alberta Einsteina został, zgodnie z jego wolą, wyjęty po 7 godzinach od zgonu i zakonserwowany w formalinie w celu przeprowadzenia badań naukowych.
  - András Hegedüs został premierem Węgier.
- 19 kwietnia – na pustyni Negew w Izraelu założono miasto Ofakim.
- 24 kwietnia:
  - w Luksemburgu została założona Partia Demokratyczna.
  - premiera filmu Godzilla kontratakuje.
- 1 maja:
  - papież Pius XII ogłosił 1 maja świętem Józefa Rzemieślnika.
  - w Pradze odsłonięto pomnik Stalina.
- 5 maja – weszły w życie układy paryskie: tego dnia zniesiono okupacyjny status Niemiec Zachodnich, przyznano im prawo do posiadania armii oraz włączono do Paktu Północnoatlantyckiego. Niemcy Zachodnie stały się suwerennym krajem, uznanym przez ważne zachodnie państwa, takie jak Francja, Wielka Brytania, Kanada i Stany Zjednoczone.
- 8 maja – Leonid Breżniew został I Sekretarzem Komunistycznej Partii Kazachstanu
- 9 maja:
  - RFN stało się członkiem NATO.
  - w Moskwie, na Pokłonnej Górze, otwarto Park Zwycięstwa – kompleks poświęcony pamięci Wielkiej Wojny Ojczyźnianej.
  - założono ukraiński klub piłkarski Dnipro Czerkasy.
- 10 maja – na Morzu Północnym zatonął polski statek rybacki MT Czubatka.
- 11 maja – Giovanni Gronchi został prezydentem Włoch.
- 14 maja – na Pacyfiku została przeprowadzona operacja Wigwam, amerykański test broni atomowej w celu sprawdzenia podatności okrętów podwodnych na atak nuklearny.
- 15 maja:
  - powstał Układ Warszawski, a NRD stała się jego członkiem.
  - ministrowie spraw zagranicznych 4 mocarstw okupacyjnych i Austrii podpisali w Wiedniu austriacki traktat państwowy przywracający austriacką niepodległość oraz przewidujący jej neutralność i zakaz wchodzenia w związki gospodarcze i polityczne z Niemcami.
  - Fidel Castro został na mocy amnestii zwolniony z więzienia.
  - francuska wyprawa dokonała pierwszego wejścia na himalajski ośmiotysięcznik Makalu.
- 18 maja – założono Uniwersytet Nigeryjski w Nsukka.
- 23 maja – w Las Vegas otwarto hotel i kasyno „Dunes”.
- 25 maja:
  - Brytyjczycy George Band i Joe Brown zdobyli trzeci spośród himalajskich 8-tysięczników (Kanczendzonga).
  - 80 osób zginęło, a 273 zostały ranne w wyniku przejścia tornada nad miastem Udall w amerykańskim stanie Kansas.
- 27 maja – dokonano oblotu francuskiego samolotu pasażerskiego Sud Aviation Caravelle.
- 1 czerwca – rozpoczęła się konferencja mesyńska.
- 2 czerwca – premier ZSRR Nikołaj Bułganin i przywódca Jugosławii Josip Broz Tito podpisali w Belgradzie deklarację przywracającą stosunki wzajemne, zamrożone od 1948 roku.
- 3 czerwca – zakończyła się konferencja mesyńska.
- 7 czerwca – wyemitowano ostatni odcinek amerykańskiej antologii radiowej Lux Radio Theatre.
- 11 czerwca – około 80 osób zginęło w wypadku podczas samochodowego wyścigu 24h Le Mans we Francji.
- 15 czerwca – w Jakucji odkryto jedno z największych na świecie złóż diamentów Trubka Udacznaja.
- 16 czerwca:
  - papież Pius XII ekskomunikował prezydenta Argentyny Juana Peróna.
  - premiera filmu animowanego Zakochany kundel.
- 17 czerwca – dokonano oblotu radzieckiego samolotu pasażerskiego Tu-104.
- 20 czerwca – całkowite zaćmienie Słońca widoczne na Oceanie Indyjskim, Sri Lance, w południowo-wschodniej Azji, na Filipinach i Pacyfiku.
- 23 czerwca – odbyła się premiera pierwszego szerokoekranowego (CinemaScope) filmu rysunkowego Walta Disneya Zakochany kundel.
- 25 czerwca – w niemieckim Akwizgranie założono Europejską Wspólnotę Historycznych Strzelców.
- 9 lipca – w Londynie opublikowany został manifest podpisany wcześniej przez Alberta Einsteina i Bertrand Russella przeciwko używaniu broni jądrowej.
- 17 lipca – w Anaheim w Kalifornii (USA) otwarto pierwszy park rozrywki Disneyland.
- 26 lipca – w Izraelu odbyły się wybory parlamentarne.
- 27 lipca – bułgarskie myśliwce zestrzeliły izraelski samolot pasażerski lecący z Londynu do Tel Awiwu, który zboczył z kursu nad terytorium Bułgarii. Zginęło 58 osób.
- 28 lipca:
  - we francuskim Tours została założona organizacja Union Mundial pro Interlingua, promująca sztuczny język interlingua.
  - w Helsinkach, Węgier Sándor Iharos ustanowił rekord świata w biegu na 1500 m wynikiem 3.40,8 s.
- 1 sierpnia – dokonano oblotu samolotu rozpoznawczego Lockheed U-2.
- 3 sierpnia – w Oslo, Belg Roger Moens ustanowił rekord świata w biegu na 800 m wynikiem 1.45,7 s.
- 5 sierpnia – w zakładach w Wolfsburgu wyprodukowano milionowy egzemplarz VW Garbusa.
- 25 sierpnia – ostatnie oddziały Armii Radzieckiej opuściły Austrię.
- 27 sierpnia – wydano po raz pierwszy Księgę Rekordów Guinnessa.
- 28 sierpnia – dokonano linczu na czternastoletnim chłopcu afroamerykańskim Emmecie Tillu. Brutalność morderstwa oraz uniewinnienie sprawców stało się impulsem do działań ruchu praw obywatelskich, a Till stał się później ikoną ruchu.
- 31 sierpnia:
  - wojny izraelsko-arabskie: izraelscy komandosi zaatakowali obóz szkoleniowy fedainów w Chan Junus w Strefie Gazy, zabijając 72 osoby.
  - zaprezentowano pierwsze auto napędzane energią słoneczną. Dzieło Williama Cobba – inżyniera z General Motors – miało nieco ponad 30 cm długości i było napędzane 12 selenowymi ogniwami fotowoltaicznymi.
- Wrzesień – w Paryżu ukazało się pierwsze wydanie kontrowersyjnej powieści Lolita Vladimira Nabokova.
- 6 września – w Stambule wybuchły dwudniowe zamieszki skierowane przeciw 100-tysięcznej mniejszości greckiej, w których zginęło kilkanaście osób i zniszczonych zostało 4 tysiące greckich sklepów i tysiąc domów.
- 7 września – dokonano oblotu samolotu myśliwsko-bombowego Su-7.
- 16 września – na Morzu Białym dokonano pierwszego wystrzelenia pocisku balistycznego z pokładu okrętu podwodnego.
- 19 września:
  - w Izraelu na pustyni Negew założono miasto Dimona.
  - pucz wojskowy w Argentynie: prezydent Argentyny Juan Perón obalony w wyniku zamachu stanu.
- 20 września – rząd radziecki przyznał pełną suwerenność NRD.
- 25 września – powstały Jordańskie Królewskie Powietrzne Siły Zbrojne – Royal Jordanian Air Force.
- 29 września – odbyła się prapremiera opery Ognisty Anioł Siergieja Prokofjewa w Teatro La Fenice w Wenecji.
- 2 października – o 23:45 swoją służbę zakończył jeden z pierwszych komputerów świata – ENIAC.
- 6 października:
  - prezentacja Citroëna DS.
  - w katastrofie samolotu Douglas DC-4 w stanie Wyoming zginęło 66 osób.
- 14 października – w Wiedniu otwarto odbudowany po wojnie Burgtheater.
- 19 października – Armia Czerwona zakończyła okupację Austrii.
- 20 października – w Wielkiej Brytanii ukazała się powieść Powrót króla J.R.R. Tolkiena.
- 23 października:
  - w Budapeszcie, Węgier Sándor Iharos ustanowił rekord świata w biegu na 5000 m wynikiem 13.40,6 s.
  - Referendum w Protektoracie Saary – odrzucenie statutu uzgodnionego w ramach układów paryskich w 1954.
- 25 października:
  - dokonano oblotu szwedzkiego myśliwca Saab J35 Draken.
  - zmarła na białaczkę 12-letnia Japonka Sadako Sasaki, która jako dwulatka przeżyła atak atomowy na Hiroszimę. Do chwili śmierci złożyła 644 z 1000 papierowych żurawi, co miałoby, według japońskiej legendy, spowodować jej wyzdrowienie.
- 26 października:
  - Parlament Austrii uchwalił konstytucję oraz deklarację o wieczystej neutralności.
  - Ngô Đình Diệm proklamował powstanie Wietnamu Południowego i ogłosił się jego prezydentem.
- 27 października – premiera filmu Buntownik bez powodu.
- 29 października – 608 marynarzy zginęło, gdy radziecki pancernik Noworossyjsk zatonął po wpadnięciu na poniemiecką minę morską, na redzie portu w Sewastopolu.
- 2 listopada – Dawid Ben Gurion został po raz drugi premierem Izraela.
- 3 listopada – Iran przystąpił do antykomunistycznego Paktu Bagdadzkiego.
- 5 listopada – wznowiła działalność odbudowana po wojnie Opera Wiedeńska.
- 15 listopada:
  - otwarto metro w Leningradzie.
  - w Japonii założono Partię Liberalno-Demokratyczną.
- 22 listopada – zdetonowano pierwszą radziecką bombę wodorową.
- 23 listopada – Australia objęła zwierzchnictwo nad Wyspami Kokosowymi.
- 24 listopada – dokonano oblotu holenderskiego samolotu pasażerskiego Fokker F27.
- 25 listopada – została sformowana Brygada Walki Specjalnej Marynarki Wojennej Republiki Korei.
- 26 listopada – w setną rocznicę śmierci ponownie otwarto Muzeum Adama Mickiewicza w Nowogródku.
- 30 listopada – została przyjęta flaga Wietnamu.
- 1 grudnia – walka o desegregację rasową: Murzynka Rosa Parks w akcie obywatelskiego nieposłuszeństwa odmówiła ustąpienia miejsca w autobusie białemu mężczyźnie.
- 6 grudnia – cztery mocarstwa uznały ostatecznie wieczystą neutralność Austrii.
- 8 grudnia – Komitet Ministrów Rady Europy wybrał projekt Arsèna Heitza na flagę europejską.
- 9 grudnia – założono chilijski klub piłkarski Deportes La Serena.
- 12 grudnia – Brytyjczyk Christopher Cockerell opatentował poduszkowiec.
- 13 grudnia – założono klub piłkarski Club Sporting Cristal.
- 14 grudnia:
  - Albania, Austria, Bułgaria, Finlandia, Hiszpania, Irlandia, Jordania, Laos, Portugalia, Rumunia, Węgry i Włochy stały się członkami ONZ.
  - nad północną Afryką, Oceanem Indyjskim i południowo-wschodnią Azją było widoczne obrączkowe zaćmienie Słońca.
- 19 grudnia – parlament Sudanu przyjął deklarację niepodległości.
- 20 grudnia – Cardiff zostało stolicą Walii.
- 29 grudnia – 13-letnia Barbra Streisand nagrała swoją pierwszą piosenkę You’ll Never Know.
- 31 grudnia – General Motors jako pierwsza amerykańska korporacja osiągnął jednoroczny zysk wynoszący ponad miliard dolarów.

## Dane statystyczne
- Ludność świata: 2 755 823 tys.
  - Azja: 1 541 947 tys. (55,95%)
  - Europa: 575 184 tys. (20,87%)
  - Afryka: 246 746 tys. (8,95%)
  - Ameryka Łacińska: 190 797 tys. (6,92%)
  - Ameryka Północna: 186 884 tys. (6,78%)
  - Oceania: 14 265 tys. (0,52%)
- Najludniejsze państwa świata[1]
  - 1.ChRL: 606 730 tys. (22,02% ludności świata)
  - 2.Indie: 404 268 tys. (14,67%)
  - 3.USA: 165 069 tys. (5,99%)
  - 4.ZSRR: 111 125 tys. (4,03%)
  - 5.Indonezja: 90 255 tys. (3,28%)
  - 6.Japonia: 89 815 tys. (3,26%)
  - 7.RFN+NRD: 70 196 tys. (2,55%)
  - 8.Brazylia: 61 774 tys. (2,24%)
  - 9.Wlk.Brytania: 50 946 tys. (1,85%)
  - 10.Bangladesz: 49 588 tys. (1,80%)

## Urodzili się
- 1 stycznia:
  - Alexandru Athanasiu, rumuński prawnik, polityk
  - Mark Bartchak, amerykański duchowny katolicki pochodzenia polskiego, biskup Altoona Johnstown
  - Teresa Bazała, polska polityk, nauczycielka, posłanka na Sejm I kadencji
  - Leszek Korzeniowski, polski przedsiębiorca, polityk, poseł na Sejm RP
  - Stanisław Melski, polski aktor
  - Ivan Šimko, słowacki prawnik, ekonomista, polityk
  - Leszek Świętochowski, polski polityk, poseł na Sejm RP
  - Jesús María Zamora, hiszpański piłkarz
- 2 stycznia:
  - Tadeusz Bradecki, polski aktor, reżyser teatralny (zm. 2022)
  - Agatonas Jakowidis, grecki piosenkarz, gitarzysta (zm. 2020)
  - Naoko Satō, japońska tenisistka
- 3 stycznia:
  - Wincenty Elsner, polski przedsiębiorca, polityk, poseł na Sejm RP
  - Hryhorij Pedczenko, ukraiński generał
  - Michel Salesse, francuski szpadzista
  - Nikołaj Sołoduchin, rosyjski judoka
- 4 stycznia:
  - Domienti Kułumbiegow, południowoosetyjski polityk, premier Osetii Południowej
  - Leszek Martewicz, polski florecista, trener
  - Wolfgang Tiefensee, niemiecki polityk
  - Eugeniusz Wilkowski, polski polityk, nauczyciel, senator RP
- 5 stycznia:
  - Mamata Banerjee, indyjska polityk
  - Māris Grīnblats, łotewski polityk, nauczyciel, minister oświaty (zm. 2021)
  - Giovanni d’Aniello, włoski duchowny katolicki, arcybiskup, dyplomata watykański
  - Anatolij Koroboczka, ukraiński piłkarz
  - Jimmy Mulville, brytyjski aktor, scenarzysta, prezenter i producent telewizyjny
- 6 stycznia:
  - Rowan Atkinson, brytyjski aktor, komik
  - Arthur Bostrom, brytyjski aktor
  - Richard Corbett, brytyjski polityk, eurodeputowany
  - Jean-Pierre Frey, szwajcarski kierowca wyścigowy
  - Maciej Gudowski, polski lektor
  - Slavoljub Marjanović, serbski szachista, trener
  - Anatolij Szelest, rosyjski piłkarz, trener pochodzenia ukraińskiego
- 7 stycznia:
  - Graziano Bini, włoski piłkarz
  - Norredine Bouyahyaoui, marokański piłkarz
- 8 stycznia:
  - Brian Dunn, kanadyjski duchowny katolicki, biskup Antigonish
  - Harriet Sansom Harris, amerykańska aktorka
- 9 stycznia:
  - Daniel Bartolotta, urugwajski piłkarz, trener
  - Michael Markussen, duński kolarz szosowy i torowy
  - J.K. Simmons, amerykański aktor
- 10 stycznia:
  - Nancy Dunkle, amerykańska koszykarka, trenerka
  - Yasmina Khadra, algierski pisarz
  - Choren Oganesjan, ormiański piłkarz
  - Piotr Kozłowski, polski leśnik, poseł na Sejm II kadencji
  - Michael Schenker, niemiecki gitarzysta, członek zespołów Scorpions i UFO
  - Franco Tancredi, włoski piłkarz, bramkarz
- 11 stycznia:
  - Bogdan Białek, polski dziennikarz
  - Ewa Bibańska, polska reżyser i scenarzystka
  - Drew Minter, amerykański reżyser i śpiewak operowy (kontratenor)
  - Dżamal Zahalika, izraelski polityk pochodzenia arabskiego
- 12 stycznia:
  - Dieudonné Bogmis, kameruński duchowny katolicki, biskup Eséka (zm. 2018)
  - Anka Christołowa, bułgarska siatkarka
  - Hans-Joachim Hartnick, niemiecki kolarz szosowy i przełajowy
  - Jan van Houwelingen, holenderski kolarz szosowy
  - Kazimierz Klawiter, polski samorządowiec, wicemarszałek województwa pomorskiego
  - Michał Kula, polski aktor
  - Christian Poveda, francuski dziennikarz, fotoreporter, autor filmów dokumentalnych (zm. 2009)
- 13 stycznia:
  - Vojtěch Filip, czeski polityk
  - Huh Jung-moo, południowokoreański piłkarz, trener
  - Abdelkrim Merry Krimau, marokański piłkarz
  - Jay McInerney, amerykański pisarz
  - Helena Rögnerová, czeska ekonomistka, polityk
- 14 stycznia:
  - Wałerij Bohusławski, ukraiński piłkarz, trener
  - Dominique Rocheteau, francuski piłkarz
- 15 stycznia:
  - Ardian Fullani, albański ekonomista
  - Andreas Gursky, niemiecki fotograf
  - José Montilla, hiszpański i kataloński polityk, samorządowiec
- 16 stycznia:
  - Piotr Cieśla, polski piłkarz ręczny
  - António Frasco, portugalski piłkarz
  - Jolanta Januchta, polska lekkoatletka, biegaczka średniodystansowa
  - Klaus-Dieter Kurrat, niemiecki lekkoatleta, sprinter
  - Jerry Linenger, amerykański lekarz wojskowy, astronauta
  - Steve Wooddin, nowozelandzki piłkarz
- 17 stycznia:
  - Katalin Karikó, węgierska biochemiczka, laureatka Nagrody Nobla
  - Pietro Parolin, włoski duchowny katolicki, kardynał i nuncjusz apostolski w Wenezueli w latach 2009–2013; od 15 października 2013 sekretarz stanu Stolicy Apostolskiej
  - Władysław Sendecki, polski pianista, klawiszowiec, kompozytor, aranżer jazzowy
  - Manasseh Sogavare, polityk, premier Wysp Salomona
- 18 stycznia:
  - Kevin Costner, amerykański aktor, reżyser filmowy
  - Marilyn Mazur, amerykańska perkusistka, pianistka, wokalistka, kompozytorka, tancerka pochodzenia polskiego
  - Ryszard Nawrat, polski polityk, wojewoda dolnośląski
  - Tibor Nyilasi, węgierski piłkarz
  - Rafał T. Prinke, polski, historyk
  - Jesús Sanz Montes, hiszpański duchowny katolicki, arcybiskup Oviedo
  - Małgorzata Strzałkowska, polska poetka, pisarka, ilustratorka
  - Fernando Trueba, hiszpański reżyser, scenarzysta i producent filmowy
- 19 stycznia:
  - Awraham Burg, izraelski polityk
  - Danuta Kowalska, polska aktorka
  - Simon Rattle, brytyjski dyrygent
  - Uwe Reinders, niemiecki piłkarz
  - Erwina Ryś-Ferens, polska łyżwiarka szybka (zm. 2022)
  - Mariusz Wilk, polski dziennikarz, pisarz, podróżnik
  - Jacek Zejdler, polski aktor (zm. 1980)
- 20 stycznia:
  - McKeeva Bush, kajmański polityk, szef rządu Kajmanów
  - Maria Rybarczyk, polska aktorka
- 21 stycznia:
  - Tish Ambrose, amerykańska aktorka pornograficzna
  - Peter Fleming, amerykański tenisista
  - Jeff Koons, amerykański artysta
  - Nello Musumeci, włoski polityk, dziennikarz
  - Grzegorz Walendzik, polski polityk, urzędnik państwowy, samorządowiec, poseł na Sejm III kadencji
- 22 stycznia:
  - Czesław Dyrcz, polski kontradmirał, żeglarz
  - Małgorzata Niemen, polska modelka, malarka oraz aktorka niezawodowa
  - Janusz Stańczyk, polski prawnik, dyplomata
  - Ladislav Vízek, czeski piłkarz
- 23 stycznia:
  - Przemysław Berg, polski dziennikarz, felietonista
  - Ireneusz Golda, polski lekkoatleta
  - Raymond Ndong Sima, gaboński polityk, premier Gabonu
  - Henryk Tomanek, polski zapaśnik
- 24 stycznia:
  - Jim Montgomery, amerykański pływak
  - Ewa Puszczyńska, polska producentka filmowa
  - Alan Sokal, amerykański fizyk, matematyk pochodzenia żydowskiego
  - Anna Stanieczek, polska łuczniczka
  - Grzegorz Stec, polski malarz
- 25 stycznia:
  - Olivier Assayas, francuski reżyser i scenarzysta filmowy
  - Terry Chimes, brytyjski perkusista, członek zespołów: The Clash, The Heartbreakers, Generation X i Black Sabbath
  - Kiriakos Mawronikolas, cypryjski lekarz, polityk
  - Tōru Iwatani, japoński projektant gier komputerowych
  - Jean-Paul Rabier, francuski piłkarz, trener
- 26 stycznia:
  - John Yaw Afoakwa, ghański duchowny katolicki, biskup Obuasi
  - Björn Andrésen, szwedzki aktor, pianista, kompozytor i muzyk
  - Roberto Citran, włoski aktor
  - Lucía Méndez, meksykańska aktorka, piosenkarka
  - Eddie Van Halen, amerykański muzyk rockowy pochodzenia holenderskiego, założyciel i członek zespołu Van Halen (zm. 2020)
  - Jan Walencik, polski fotograf i filmowiec dokumentalista przyrody
- 27 stycznia:
  - John Glover Roberts, amerykański prawnik
  - Ahmad Zabbah, izraelski polityk narodowości arabskiej
- 28 stycznia:
  - Staffan Herrström, szwedzki polityk, dyplomata
  - Nicolas Sarkozy, francuski polityk, prezydent Francji
- 29 stycznia:
  - Venanzio Ortis, włoski lekkoatleta, długodystansowiec
  - Jan Pospieszalski, polski gitarzysta, wokalista, kompozytor, publicysta, dziennikarz
  - Liam Reilly, irlandzki wokalista, autor tekstów, członek zespołu Bagatelle(inne języki) (zm. 2021)
- 30 stycznia:
  - Vincent Aind, indyjski duchowny katolicki, biskup Bagdogra
  - John Baldacci, amerykański polityk
  - Andrzej Szaciłło, polski nauczyciel, samorządowiec, prezydent Otwocka
  - Mychal Thompson, amerykański koszykarz pochodzenia bahamskiego
- 31 stycznia:
  - Rosica Pechliwanowa, bułgarska lekkoatletka, biegaczka średniodystansowa
  - Virginia Ruzici, rumuńska tenisistka
  - Mirosław Rydzak, polski malarz, rzeźbiarz
  - Marek Surmacz, polski funkcjonariusz Policji, urzędnik państwowy, polityk, poseł na Sejm RP
- 1 lutego:
  - T.R. Dunn, amerykański koszykarz
  - Wojciech Hoffmann, polski gitarzysta, członek zespołu Turbo
  - Augusto Inácio, portugalski piłkarz, trener
  - Frankie Sullivan, amerykański gitarzysta, autor tekstów, członek zespołu Survivor
- 2 lutego:
  - Leszek Engelking, polski pisarz, krytyk literacki, tłumacz (zm. 2022)
  - Jürg Röthlisberger, szwajcarski judoka
  - Michael Talbott, amerykański aktor
  - Marian Tchórznicki, polski aktor dziecięcy
- 3 lutego:
  - Róża Data-Ptak, polska wioślarka
  - Rafał Muchacki, polski polityk
  - Zbigniew Rau, polski prawnik, polityk, wojewoda łódzki, minister spraw zagranicznych
  - Momir Rnić, serbski piłkarz ręczny
  - Ewa Zydorek, polska działaczka opozycyjna i związkowa
  - Krzysztof Karoń, polski publicysta, filozof, krytyk marksizmu (zm. 2023)
- 4 lutego:
  - Mirosław Bielawski, polski wokalista rockowy
  - Mikuláš Dzurinda, słowacki polityk, premier Słowacji
  - Andrzej Ostrowski, polski autor książek o tematyce żeglarskiej, studiował na AWF w Krakowie
  - Jan Starzyński, polski prawnik, samorządowiec, prezydent Pruszkowa
- 5 lutego:
  - Daniel Felton, amerykański duchowny katolicki
  - Władysław Kustra, polski siatkarz, olimpijczyk (zm. 2022)
  - Giovanni Mantovani, włoski kolarz szosowy i torowy
  - Jan Musiał, polski polityk i samorządowiec, poseł na Sejm RP
  - Kenji Ōba, japoński aktor, kaskader
  - Teresa Piotrowska, polska polityk, poseł na Sejm RP, minister spraw wewnętrznych
  - Markus Ryffel, szwajcarski lekkoatleta, długodystansowiec
- 6 lutego:
  - Wojciech Buczak, polski samorządowiec, polityk, poseł na Sejm RP, wicemarszałek województwa podkarpackiego
  - Wołodymyr Łozynski, ukraiński piłkarz, trener (zm. 2020)
  - Andrzej Sołyga, polski rzeźbiarz, pedagog
- 7 lutego:
  - Miguel Ferrer, amerykański aktor (zm. 2017)
  - Romuald Kamiński, polski duchowny katolicki, biskup warszawsko-praski
- 8 lutego:
  - John Grisham, amerykański pisarz
  - Svein Grøndalen, norweski piłkarz
  - Ethan Phillips, amerykański aktor, dramaturg
  - Tadeusz Wojtas, polski kolarz szosowy
- 9 lutego:
  - Jim J. Bullock, amerykański aktor
  - Wolfgang Jerat, niemiecki piłkarz, trener (zm. 2020)
  - Charles Shaughnessy, brytyjski aktor
  - Stevo Todorčević, serbski-francusko-kanadyjski matematyk
- 10 lutego:
  - Wojciech Jagielski, polski poeta, autor tekstów piosenek, kompozytor
  - Tomasz Koziński, polski polityk, wojewoda mazowiecki
  - Bernd Martin, niemiecki piłkarz (zm. 2018)
  - Lusia Harris, amerykańska koszykarka, trenerka (zm. 2022)
- 11 lutego:
  - Claudio Cipolla, włoski duchowny katolicki, biskup Padwy
  - Behtash Fariba, irański piłkarz, trener
  - Anneli Jäätteenmäki, fińska prawnik, polityk, premier Finlandii
  - Giuseppe Mazzafaro, włoski duchowny katolicki, biskup Cerreto Sannita-Telese-Sant’Agata de’ Goti
  - Bartłomiej Sochański, polski polityk, samorządowiec, prezydent Szczecina
  - Ryszard Zatorski, polski reżyser i scenarzysta filmowy
- 12 lutego:
  - Paata Burczuladze, gruziński śpiewak operowy (bas), polityk
  - Grzegorz Jaroszewski, polski kolarz przełajowy (zm. 2022)
  - Bill Laswell, amerykański muzyk awangardowy, basista, kompozytor
  - Daniele Masala, włoski pięcioboista nowoczesny
- 13 lutego:
  - Zbigniew Grądzki, polski lekarz weterynarii, epizootiolog, wykładowca akademicki
  - Piotr Machalica, polski aktor, wokalista (zm. 2020)
  - Castor Paul Msemwa, tanzański duchowny katolicki biskup Tunduru-Masasi (zm. 2017)
  - Janusz Solarz, polski menedżer branży zdrowotnej, wykładowca akademicki, urzędnik państwowy
  - Elizabeth M. Tamposi, amerykańska polityczka i dyplomatka arumuńskiego pochodzenia
  - Livia Turco, włoska polityk
  - Ryhor Wasilewicz, białoruski prawnik, prezes Sądu Konstytucyjnego
  - Wiesław Zakrzewski, polski piłkarz, bramkarz
- 14 lutego:
  - James Eckhouse, amerykański aktor
  - Margaret Knighton, nowozelandzka jeźdźczyni sportowa
  - Piotr Woroniec, polski rzeźbiarz
- 15 lutego:
  - Janice Dickinson, amerykańska modelka, aktorka, fotografka
  - Lech Mażewski, polski polityk, prawnik, poseł na Sejm I kadencji
  - Christopher McDonald, amerykański aktor
  - Zbigniew Stankiewicz, łotewski duchowny katolicki, arcybiskup metropolita Rygi i prymas Łotwy
  - Wojciech Zieliński, polski muzyk, kompozytor, dyrygent
- 16 lutego:
  - Liria Bégéja, francuska reżyserka i scenarzysta filmowa pochodzenia albańskiego
  - Pierre Durand, francuski jeździec sportowy
  - Steve Roach, amerykański twórca i wykonawca muzyki elektronicznej
  - Finn Thomsen, duński żużlowiec
- 17 lutego:
  - Francesco Cavina, włoski duchowny katolicki, biskup Carpi
  - Mo Yan, chiński pisarz, laureat Nagrody Nobla
  - Petyr Petrow, bułgarski lekkoatleta, sprinter
  - Marcelo Trobbiani, argentyński piłkarz
  - Konrad Winkler, niemiecki kombinator norweski
- 18 lutego:
  - Dan Karabin, słowacki zapaśnik
  - Halina Kosińska, polska koszykarka
  - Lisa See, amerykańska pisarka pochodzenia chińskiego
  - Kazimierz Wiatr, polski naukowiec, polityk, senator RP
  - Eva Zažímalová, czeska biochemik
- 19 lutego:
  - Jeff Daniels, amerykański aktor, reżyser i scenarzysta filmowy, muzyk, dramatopisarz
  - Siri Hustvedt, amerykańska pisarka, poetka, eseistka pochodzenia norweskiego
  - David Murray, amerykański saksofonista jazzowy
  - Irena Šiaulienė, litewska pedagog, polityk
- 20 lutego:
  - Per Clausen, duński polityk
  - Ennio Fantastichini, włoski aktor (zm. 2018)
  - Klas Östergren, szwedzki pisarz, tłumacz, scenarzysta filmowy
- 21 lutego:
  - Janusz Dobieszewski, polski filozof
  - Rosica Dimitrowa, bułgarska siatkarka
  - Kelsey Grammer, amerykański aktor
  - Fabio Morábito, meksykański poeta, prozaik, tłumacz
  - Josep Piqué, hiszpański i kataloński ekonomista, polityk (zm. 2023)
- 22 lutego:
  - Ferenc Fülöp, węgierski piłkarz
  - Irena Kossowska, polska historyk sztuki
  - Danica Simšič, słoweńska dziennikarka, polityk, działaczka samorządowa, burmistrz Lublany
  - Andrzej Wolf, polski operator filmowy i telewizyjny
- 23 lutego:
  - Howard Jones, brytyjski wokalista, kompozytor, autor tekstów
  - Tomasz Stockinger, polski aktor
  - Jan Zielonka, polsko-brytyjski prawnik i politolog
- 24 lutego:
  - Phillip Avalon, australijski aktor, scenarzysta, producent i reżyser filmowy i telewizyjny
  - Piotr Grajter, polski organista
  - Martyna Jakubowicz, polska piosenkarka, gitarzystka, kompozytorka
  - Steve Jobs, amerykański przedsiębiorca, informatyk pochodzenia syryjskiego (zm. 2011)
  - Eddie Johnson, amerykański koszykarz (zm. 2020)
  - Alain Prost, francuski kierowca wyścigowy
- 25 lutego:
  - Eugeniusz Cebrat, polski piłkarz, bramkarz
  - Jerzy Cukierski, polski menedżer, inżynier i samorządowiec, w latach 1990–1994 prezydent Skarżyska-Kamiennej
  - Jim Gerlach, amerykański polityk
  - Walter Hofer, austriacki działacz sportowy
  - Leann Hunley, amerykańska aktorka
- 26 lutego:
  - Werka Borisowa, bułgarska siatkarka
  - Andreas Maislinger, austriacki historyk, politolog
  - Mirosław Stadler, polski piłkarz, trener (zm. 2004)
- 27 lutego:
  - Jaime Duarte, peruwiański piłkarz
  - Andrzej Hudziak, polski aktor (zm. 2014)
  - Włodzimierz Kowalczyk, polski realizator dźwięku, producent muzyczny
  - Eva-Lena Zetterlund, szwedzka aktorka
- 28 lutego:
  - Waldemar Chmielewski, polski porucznik SB, morderca (zm. 2023)
  - Aleksiej Gordiejew, rosyjski ekonomista, inżynier, polityk
  - Gilbert Gottfried, amerykański aktor, komik (zm. 2022)
  - Jurij Kidiajew, rosyjski piłkarz ręczny
- 1 marca:
  - Mick Mathers, australijski rugbysta i działacz
  - Denis Mukwege, kongijski ginekolog, działacz społeczny i pastor zielonoświątkowy, laureat Nagrody Nobla
  - Edward Wojtas, polski samorządowiec, marszałek lubelski (zm. 2010)
- 2 marca:
  - Shōkō Asahara, japoński guru sekty, terrorysta, masowy morderca (zm. 2018)
  - Elżbieta Bińczycka, polska teatrolog i polityk
  - Ken Salazar, amerykański ekolog, polityk, senator ze stanu Kolorado
- 3 marca:
  - Susan Dougan, gubernator generalny Saint Vincent i Grenadyn
  - Arseniusz (Jepifanow), rosyjski biskup prawosławny
  - Andrzej Maleszka, polski reżyser filmowy, pisarz, realizator telewizyjny
  - Barbara Rosiak, polska malarka, graficzka
  - Anna Szwed-Śniadowska, polska działaczka opozycyjna w latach 70 i 80 (zm. 2002)
- 4 marca:
  - Rebecca Brandewyne, amerykańska pisarka
  - Marcelo de Oliveira Santos, brazylijski piłkarz, trener
  - Joey Jones, walijski piłkarz, trener (zm. 2025)
  - Dominique Pinon, francuski aktor
  - James Weaver, brytyjski kierowca wyścigowy
- 5 marca:
  - Rodrigo Kenton, kostarykański piłkarz, trener
  - Jesús María López Mauléon, hiszpański duchowny katoilcki, biskup, prałat Alto Xingu-Tucumã
  - Barbara Piwnik, polska prawnik, sędzia, minister sprawiedliwości i prokurator generalny
- 6 marca:
  - Tadeusz Arciuch, polski psychiatra, reżyser, scenarzysta i producent filmowy
  - Wendy Boglioli, amerykańska pływaczka
  - Eutychiusz (Kuroczkin), rosyjski biskup prawosławny
  - Gheorghe Rașovan, rumuński zapaśnik
  - Rosica Stamenowa, bułgarska lekkoatleta, sprinterka
  - Alberta Watson, kanadyjska aktorka (zm. 2015)
  - Brigitte Wujak, niemiecka lekkoatletka, skoczkini w dal
- 7 marca:
  - Al-Walid ibn Talal ibn Abd al-Aziz Al Su’ud, saudyjski książę, miliarder
  - Piotr Kaliciński, polski chirurg i transplantolog dziecięcy
  - Anupam Kher, indyjski aktor
  - Gustavo Rodríguez Vega, meksykański duchowny katolicki, arcybiskup metropolita jukatański
  - Jolanta Żółkowska, polska aktorka
- 8 marca:
  - Jarosław Andrychowski, polski komandor dyplomowany pilot
  - João Batista da Silva, brazylijski piłkarz
  - Jan Golba, polski prawnik, samorządowiec, burmistrz Muszyny
  - Adam Maj, polski fizyk jądrowy
  - Francisco Millán Mon, hiszpański polityk, dyplomata
  - Zdzisława Specht, polska aktorka, doktor nauk teologicznych
  - Bertram Wick, szwajcarski duchowny katolicki, biskup Santo Domingo w Ekwadorze
- 9 marca:
  - Marilyn Bodogh, kanadyjska curlerka
  - Pat Murphy, amerykańska pisarska science fiction i fantasy
  - Ornella Muti, włoska aktorka
  - Józef Pinior, polski działacz opozycji antykomunistycznej, polityk, eurodeputowany, senator RP
  - Franco Uncini, włoski motocyklista wyścigowy
  - Juri Yokoyama, japońska siatkarka
- 10 marca:
  - Juliusz Machulski, polski reżyser, producent i scenarzysta filmowy
  - Ignazio Marino, włoski lekarz chirurg, polityk, burmistrz Rzymu
  - Toshio Suzuki, japoński kierowca wyścigowy
- 11 marca:
  - Nina Hagen, niemiecka piosenkarka, aktorka
  - Giuseppe Martinelli, włoski kolarz szosowy
  - Waldemar Matuszewski, polski reżyser teatralny i radiowy, dyrektor artystyczny teatrów
  - Agatangel (Stankowski), północnomacedoński biskup prawosławny
  - Zbigniew Taszycki, polski malarz, rysownik, twórca instalacji
- 12 marca:
  - Janina Ochojska, polska działaczka humanitarna, polityk, eurodeputowana
  - Wang Yang, chiński polityk
  - Krzysztof Wójcicki, polski prozaik, eseista, dramaturg (zm. 2013)
- 13 marca:
  - Zinetuła Bilaletdinow, rosyjski hokeista, trener, działacz sportowy
  - Bruno Conti, włoski piłkarz, trener
  - Ricardo García García, peruwiański duchowny katolicki, biskup, prałat Yauyos
  - Glenne Headly, amerykańska aktorka (zm. 2017)
  - Krzysztof Pietraszkiewicz, polski ekonomista, bankowiec
  - Olga Rukawisznikowa, rosyjska lekkoatletka, wieloboistka
  - Marek Siwiec, polski dziennikarz, polityk, poseł na Sejm RP, eurodeputowany
- 14 marca:
  - Aleksander Andryszak, polski polityk, poseł na Sejm RP (zm. 2009)
  - Daniel Bertoni, argentyński piłkarz
  - Tomasz Kizwalter, polski historyk
- 15 marca:
  - Roberto Maroni, włoski polityk (zm. 2022)
  - Dee Snider, amerykański wokalista, członek zespołu Twisted Sister
  - Jerzy Wilk, polski przedsiębiorca, samorządowiec, prezydent Elbląga (zm. 2021)
- 16 marca:
  - Piotr Awen, rosyjski przedsiębiorca, polityk
  - Grzegorz Benedykciński, polski samorządowiec, burmistrz Grodziska Mazowieckiego
  - Ruben Buriani, włoski piłkarz
  - Elżbieta Regulska-Chlebowska, polska etnograf, działaczka opozycji antykomunistycznej, redaktorka, tłumaczka
- 17 marca:
  - Élie Baup, francuski piłkarz, bramkarz, trener
  - Halina Fornal, polska lekkoatletka, skoczkini wzwyż
  - Czesław Litwin, polski samorządowiec, polityk, poseł na Sejm RP (zm. 2024)
  - Cynthia McKinney, amerykańska polityk
  - Eigil Ramsfjell, norweski curler
  - Gary Sinise, amerykański aktor, reżyser i producent filmowy
- 18 marca:
  - Philippe Boisse, francuski szpadzista
  - Stojanka Kurbatowa, bułgarska wioślarka
  - Edward Miszczak, polski dziennikarz
  - Dwayne Murphy, amerykański baseballista
- 19 marca:
  - Michael Coffman, amerykański polityk, kongresman
  - James Conley, amerykański duchowny katolicki, biskup Lincoln
  - Pino Daniele, włoski piosenkarz, gitarzysta (zm. 2015)
  - Sahibə Qafarova, azerska pedagożka i polityczka
  - Bruce Willis, amerykański aktor, producent filmowy
  - Adam Zarzycki, polski samorządowiec, burmistrz Cedyni
- 20 marca:
  - Francesco Baldarelli, włoski samorządowiec, polityk, eurodeputowany
  - Siegfried Bönighausen, niemiecki piłkarz
- 21 marca:
  - Jair Bolsonaro, brazylijski wojskowy, polityk, prezydent Brazylii
  - Leonid Nazarienko, rosyjski piłkarz, trener
  - Bożena Nowakowska, polska lekkoatletka, płotkarka
  - Halina Pawlowská, czeska pisarka, dziennikarka, scenarzystka filmowa
  - Sławomir Piestrzeniewicz, polski iluzjonista
  - Morad Ali Szirani, irański zapaśnik
  - Philippe Troussier, francuski piłkarz, trener
  - Bärbel Wöckel, niemiecka lekkoatletka, sprinterka
- 22 marca:
  - Éric Beugnot, francuski koszykarz
  - Martin Hoffmann, niemiecki piłkarz
  - Lena Olin, szwedzka aktorka
  - Pete Sessions, amerykański polityk
  - Andrzej Marek Wyrwa, polski historyk i archeolog (zm. 2022)
  - Valdis Zatlers, łotewski lekarz, polityk, prezydent Łotwy
- 23 marca:
  - Carole Ashby, brytyjska aktorka
  - John Baptist Huang Min-Cheng, tajwański duchowny katolicki
  - Lloyd Jones, nowozelandzki pisarz
  - Bożena Kiełbińska, polska śpiewaczka operowa (sopran)
- 24 marca:
  - Marek Kopel, polski samorządowiec, prezydent Chorzowa
  - Rick Mitchell, australijski lekkoatleta, sprinter (zm. 2021)
  - Candy Reynolds, amerykańska tenisistka
- 25 marca:
  - Cristóbal Ascencio García, meksykański duchowny katolicki, biskup Apatzingán
  - Gojko Kličković, bośniacki polityk narodowości serbskiej
- 26 marca:
  - Krzysztof Bauman, polski aktor, scenograf i reżyser teatralny
  - Marek Krauss, polski malarz prymitywista
  - Józef Laskowski, polski polityk, poseł na Sejm RP
  - Ann Meyers, amerykańska koszykarka, komentatorka sportowa, działaczka sportowa
- 27 marca:
  - Nunu Abaszydze, ukraińska lekkoatletka, kulomiotka
  - Danuta Jabłońska, polska lekkoatletka, dyskobolka
  - Patrick McCabe, irlandzki pisarz
  - Bogdan Mizerski, polski kontrabasista, kompozytor, autor tekstów
  - Danuta Joppek, polska malarka, rysowniczka, scenografka
  - Mariano Rajoy, hiszpański polityk, premier Hiszpanii
  - Rüdiger Reiche, niemiecki wioślarz
  - Gary Sutton, australijski kolarz szosowy i torowy
- 28 marca:
  - Pavel Cebanu, mołdawski piłkarz, trener i działacz piłkarski
  - Julio Llamazares, hiszpański prozaik, poeta, dziennikarz
  - Aleksander Maciejewski, polski aktor (zm. 2007)
  - Reba McEntire, amerykańska piosenkarka country, aktorka
  - Leszek Swornowski, polski szpadzista
  - Maria Wiernikowska, polska dziennikarka
- 29 marca:
  - Brendan Gleeson, irlandzki aktor
  - Marina Sirtis, amerykańska aktorka pochodzenia greckiego
  - Dmytro Sydor, rusiński działacz społeczny i polityczny
  - Włodzimierz Zieliński, polski piłkarz ręczny
- 30 marca:
  - Daniel Fanego, argentyński aktor, reżyser filmowy, telewizyjny i teatralny (zm. 2024)
  - Zbigniew Jankowski, polski lekkoatleta, płotkarz
  - Tadashi Mihara, japoński bokser
- 31 marca:
  - Anna Finocchiaro, włoska prawnik, polityk
  - Jolanta Grusznic, polska aktorka
  - Zbigniew Kasprzak, polski rysownik komiksów
  - Svetozar Marović, serbski polityk, prezydent Serbii i Czarnogóry
  - Angus Young, australijski gitarzysta, członek zespołu AC/DC
- 1 kwietnia:
  - Matthias Behr, niemiecki florecista
  - Ryszard Kniat, polski muzyk, wokalista, kompozytor, producent muzyczny, członek zespołu Klincz
  - Wojciech Pęgiel, polski historyk, polityk, poseł na Sejm RP (zm. 2005)
  - Roberto Pruzzo, włoski piłkarz, trener
- 2 kwietnia:
  - Salvatore Maccali, włoski kolarz szosowy
  - Halina Murias, polska polityk, posłanka na Sejm RP IV i V kadencji.
  - Chellie Pingree, amerykańska polityk, kongreswoman ze stanu Maine
- 3 kwietnia:
  - Tomas Arana, amerykański aktor
  - Lorenzo Ghizzoni, włoski duchowny katolicki, arcybiskup Rawenny
  - Krzysztof Selmaj, polski lekarz
- 4 kwietnia:
  - Wojciech Borecki, polski piłkarz, trener i działacz piłkarski
  - Jetmira Dusha, albańska aktorka
  - Raimondo Ponte, szwajcarski piłkarz, trener
- 5 kwietnia:
  - Beto Almeida, brazylijski trener piłkarski
  - Danuta Bazylska, polska lekkoatletka, dyskobolka i kulomiotka
  - Lazarus Chakwera, malawijski polityk, prezydent Malawi
  - Christian Gourcuff, francuski piłkarz, trener
  - Anthony Horowitz, angielski pisarz i scenarzysta.
  - Akira Toriyama, japoński mangaka (zm. 2024)
- 6 kwietnia:
  - Anna Brandysiewicz, polska wioślarka
  - Waldemar Dudziak, polski związkowiec, wojewoda lubelski
  - Rob Epstein, amerykański reżyser i producent filmowy pochodzenia żydowskiego
  - Henryk, wielki książę Luksemburga
  - Karsten Heine, niemiecki piłkarz, trener
  - László Kiss-Rigó, węgierski duchowny katolicki, biskup szegedsko-csanádzki
  - Michael Rooker, amerykański aktor, producent filmowy
- 7 kwietnia:
  - Zbigniew Gluza, polski dziennikarz, redaktor i wydawca
  - Akira Nishino, japoński piłkarz
- 8 kwietnia:
  - Ricky Bell, amerykański futbolista (zm. 1984)
  - Kane Hodder, amerykański aktor
  - Ron Johnson, amerykański polityk, senator ze stanu Wisconsin
  - Kazuyoshi Nakamura, japoński piłkarz
  - Barbara Napieralska, polska działaczka społeczna
  - Radosław Smuszkiewicz, polski polityk, poseł na Sejm PRL
  - David Wu, amerykański polityk pochodzenia chińskiego
- 9 kwietnia:
  - Graça Carvalho, portugalski polityk
  - Iwona Grotowska, polska lekkoatletka, płotkarka
  - Marian Rojek, polski duchowny katolicki, biskup pomocniczy przemyski, biskup zamojsko-lubaczowski
- 10 kwietnia:
  - Marit Breivik, norweska piłkarka ręczna
  - Michel Thiollière, francuski polityk, pisarz
  - Mino Vergnaghi, włoski piosenkarz
  - Mikałaj Żuk, białoruski ekonomista, polityk
- 11 kwietnia:
  - Kevin Brady, amerykański polityk
  - Piotr Bratkowski, polski pisarz, krytyk literacki, felietonista, publicysta (zm. 2021)
  - Alena Heribanová, słowacka prezenterka telewizyjna
  - Jacek Krupa, polski polityk, marszałek województwa małopolskiego
  - Micheal Ray Richardson, amerykański koszykarz
- 12 kwietnia:
  - Stanisław Biczysko, polski aktor
  - Eraldo Pecci, włoski piłkarz
  - Manfred Reyes Villa, boliwijski polityk
  - Stanisław Szwed, polski polityk, poseł na Sejm RP
  - Andrzej Tretyn, polski biolog, wykładowca akademicki
  - Jarosław Wenta, polski historyk, wykładowca akademicki
- 13 kwietnia:
  - Leszek Baczyński, polski piłkarz
  - Irina Chakamada, rosyjska polityk, działaczka społeczna pochodzenia japońskiego
  - Cundi, hiszpański piłkarz
  - Beata Habrzyk, polska lekkoatletka, kulomiotka
  - Safet Sušić, bośniacki piłkarz, trener
  - Ole von Beust, niemiecki polityk, samorządowiec
- 14 kwietnia:
  - Ana Ambrazienė, litewska lekkoatletka, płotkarka (zm. 2025)
  - Imrich Bugár, słowacki lekkoatleta, dyskobol pochodzenia węgierskiego
  - Ewa Kuryło, polska aktorka
  - Don Roos, amerykański reżyser, scenarzysta i producent filmowy i telewizyjny
  - Dan Hughes, amerykański trener koszykarski
- 15 kwietnia – Dagoberto Sosa Arriaga, meksykański duchowny katolicki, biskup Tlapy
- 16 kwietnia:
  - Bruce Bochy, amerykański baseballista
  - Antoinette Dinga-Dzondo, kongijska ekonomistka i polityk
  - Kool Herc, jamajsko-amerykański muzyk, producent muzyczny
  - Alipi Kostadinov, czeski kolarz szosowy
- 17 kwietnia:
  - Jan Borysewicz, polski wokalista, gitarzysta, kompozytor, autor tekstów, członek zespołu Lady Pank
  - Byron Cherry, amerykański aktor
  - Wołodymyr Ihnatenko, ukraiński lekkoatleta, sprinter
  - Jerzy Pietrzyk, polski lekkoatleta, sprinter
- 18 kwietnia – Rocky Schenck, amerykański reżyser teledysków, fotograf
- 19 kwietnia:
  - Piotr Cybulski, polski polityk, poseł na Sejm RP
  - Waldemar Grzywaczewski, polski polityk, poseł na Sejm PRL
  - Aleksander Nawarecki, polski historyk i teoretyk literatury
  - Krisztina Regőczy, węgierska łyżwiarka figurowa, działaczka sportowa
- 20 kwietnia:
  - Teodor Kosiarski, polski samorządowiec, burmistrz Łęcznej
  - Svante Pääbo, szwedzki biolog, laureat Nagrody Nobla
  - Donald Pettit, amerykański inżynier chemik, astronauta
  - René Valenzuela, chilijski piłkarz
- 21 kwietnia:
  - Antonino Caltabiano, włoski zapaśnik
  - Toninho Cerezo, brazylijski piłkarz, trener
  - Kerry Emanuel, amerykański meteorolog
  - Tuheitia Paki, król Maorysów (zm. 2024)
  - Edward Racki, polski piłkarz
- 22 kwietnia:
  - Elżbieta Gelert, polska polityk, samorządowiec, senator i poseł na Sejm RP
  - Stanisław Kusior, polski polityk, samorządowiec, poseł na Sejm RP, burmistrz Żabna
  - Johnnie To, hongkoński aktor, reżyser, scenarzysta i producent filmowy
  - Izabela Trojanowska, polska piosenkarka, aktorka
- 23 kwietnia:
  - Jorge Alves Bezerra, brazylijski duchowny katolicki, biskup Paracatu
  - Judy Davis, australijska aktorka
  - Noël Dejonckheere, belgijski kolarz torowy i szosowy (zm. 2022)
  - Juan Jorge Giha Jr., peruwiański strzelec sportowy
  - Paul J. McAuley, brytyjski pisarz science fiction, botanik
- 24 kwietnia:
  - John de Mol, holenderski przedsiębiorca
  - Eamon Gilmore, irlandzki polityk
  - Ernie Grunfeld, amerykański koszykarz, posiadający także, rumuńskie obywatelstwo i żydowskie korzenie, trener, działacz klubowy
  - Michael O’Keefe, amerykański aktor
- 25 kwietnia:
  - K. Eric Drexler, amerykański fizyk
  - Colleen M. Fitzpatrick, amerykańska uczona, bizneswoman
  - Américo Gallego, argentyński piłkarz, trener
  - John Nunn, brytyjski szachista, matematyk
- 26 kwietnia:
  - Joseph Robert Binzer, amerykański duchowny katolicki
  - Rod Blum, amerykański polityk, kongresmen ze stanu Iowa
  - Peter Neururer, niemiecki trener piłkarski
  - Tadeusz Słobodzianek, polski dramatopisarz, reżyser i krytyk teatralny
- 27 kwietnia:
  - Andrzej Barcikowski, polski urzędnik państwowy, wykładowca akademicki
  - Jisra’el Chason, izraelski polityk
  - Andrzej Peciak, polski historyk
  - Eric Schmidt, amerykański inżynier, przedsiębiorca pochodzenia niemieckiego
- 28 kwietnia:
  - Farogat Iskandarowa, tadżycka iranistka
  - Eddie Jobson, brytyjski skrzypek, multiinstrumentalista
  - Ona Juknevičienė, litewska ekonomistka, polityk, eurodeputowana
  - William Kentridge, południowoafrykański grafik, rysowpołudniowoafrykański
  - Djamel Zidane, algierski piłkarz, trener
- 29 kwietnia:
  - Leslie Jordan, amerykański aktor (zm. 2022)
  - Kate Mulgrew, amerykańska aktorka
  - Łarisa Udowiczenko, rosyjska aktorka
  - Jerzy Weyman, polski matematyk
- 30 kwietnia:
  - Philippe Bonnin, francuski florecista
  - Julio Cobos, argentyński polityk
  - Małgorzata Gebel, polska aktorka
  - Nicolas Hulot, francuski pisarz, dziennikarz, ekolog
  - Imants Lieģis, łotewski dyplomata, polityk
  - Tomasz Mathea, polski wiceadmirał
  - Marian Sypniewski, polski florecista
  - Zlatko Topčić, bośniacki pisarz
- 1 maja:
  - Kenrick Georges, trębacz i kompozytor z Saint Kitts i Nevis
  - Bob Lenarduzzi, kanadyjski piłkarz, trener pochodzenia włoskiego
  - José Rafael Quirós Quirós, kostarykański duchowny katolicki, biskup Limón, arcybiskup San José
  - Stefan, macedoński duchowny prawosławny, arcybiskup ochrydzki, metropolita Macedonii
  - Andrzej Śmietanko, polski polityk, poseł na Sejm RP, minister rolnictwa i gospodarki żywnościowej
  - Ricky Tognazzi, włoski aktor, reżyser i scenarzysta filmowy
  - András Törőcsik, węgierski piłkarz (zm. 2022)
  - Roki Vulović, serbsko-bośniacki piosenkarz
  - Kazurō Watanabe, japoński astronom amator
  - Andrzej Wojtyła, polski pediatra, polityk, poseł na Sejm RP, minister zdrowia
- 2 maja:
  - Willie Miller, szkocki piłkarz, trener
  - Donatella Versace, włoska projektantka mody
- 3 maja:
  - Pascal Languirand, kanadyjski muzyk, m.in. członek zespołu Trans-X
  - Lucyna Kulińska, polska historyk
  - Jean Lassalle, francuski samorządowiec, polityk
  - Ołeksandr Mocyk, ukraiński dyplomata
  - Zbigniew Osiński, polski artysta plastyk
  - Zbigniew Włosowicz, polski prawnik, dyplomata
- 4 maja:
  - Mircea Tiberian, rumuński muzyk jazzowy
  - Ryszard Zbrzyzny, polski polityk
- 5 maja:
  - David Bueso, honduraski piłkarz
  - Melinda Culea, amerykańska aktorka pochodzenia rumuńskiego
  - Manuel Felipe Díaz Sánchez, wenezuelski duchowny katolicki, arcybiskup Calabozo
  - Antoni Gralak, polski trębacz, kompozytor, producent muzyczny
  - Serge Telle, monakijski dyplomata, polityk, minister stanu
- 6 maja:
  - Ann Grant, zimbabwejska hokeistka na trawie
  - Awram Grant, izraelski trener piłkarski
  - John Hutton, brytyjski prawnik, polityk
  - Donald A. Thomas, amerykański inżynier, astronauta
- 7 maja:
  - Jan Andersson, szwedzki żużlowiec
  - Florența Crăciunescu, rumuńska lekkoatletka, dyskobolka (zm. 2008)
  - Maja Georgiewa, bułgarska siatkarka (zm. 2023)
  - Kazimierz Gilarski, polski generał (zm. 2010)
  - Peter Reckell, amerykański aktor, piosenkarz
  - Michał Smolorz, polski dziennikarz, publicysta, reżyser, scenarzysta i producent filmowy i telewizyjny (zm. 2013)
- 8 maja:
  - Ewa Malewicka, polska łyżwiarka szybka (zm. 1995)
  - Ásgeir Sigurvinsson, islandzki piłkarz, trener
  - Raoul Trujillo, amerykański aktor, tancerz pochodzenia indiańskiego
- 9 maja:
  - Edmund Coffin, amerykański jeździec sportowy
  - Jacqueline Curtet, francuska lekkoatletka, sprinterka i skoczkini w dal
  - Eduardo Montealegre, nikaraguański polityk
  - Anne Sofie von Otter, szwedzka śpiewaczka operowa
- 10 maja:
  - Hipolit (Chilko), ukraiński biskup prawosławny
  - Mark David Chapman, amerykański zabójca
  - Tony Gervaise, szkocki piłkarz, trener
- 11 maja:
  - Leslie Cliff, kanadyjska pływaczka
  - Jurij Siedych, ukraiński lekkoatleta, młociarz (zm. 2021)
  - William P. Young, kanadyjski pisarz
- 12 maja:
  - Natalja Achrimienko, rosyjska lekkoatletka, dyskobolka, kulomiotka (zm. 2025)
  - Colin Dowdeswell, brytyjski tenisista
  - Jacek Kocjan, polski polityk, poseł na Sejm RP
- 13 maja:
  - Charles Clover, brytyjski lekkoatleta, oszczepnik
  - Tomasz Rumszewicz, polski żeglarz sportowy, trener
- 14 maja:
  - Kenth Eldebrink, szwedzki lekkoatleta, oszczepnik
  - Dennis Martínez, nikaraguański baseballista
  - Wilhelm Molterer, austriacki polityk
  - Piotr Oleś, polski psycholog osobowości
  - Jarosław Pietras, polski polityk, dyplomata
- 15 maja:
  - Liliana Bardijewska, polska tłumaczka, autorka słuchowisk, krytyk teatralna i literacka
  - Arthur Bernardes, brazylijski trener piłkarski
  - Lee Horsley, amerykański aktor
  - Piotr Mitzner, polski teatrolog, prozaik, eseista, poeta
  - Alexander Pusch, niemiecki szpadzista
  - Claudia Roth, niemiecka polityk
  - Lia Wisi, cypryjska piosenkarka
  - Jan Karandziej, działacz antykomunistycznej opozycji w okresie PRL
- 16 maja:
  - Olga Korbut, białoruska gimnastyczka
  - Jerzy Masłowski, polski historyk, polityk, senator RP
  - Debra Winger, amerykańska aktorka
- 17 maja:
  - Vasco Errani, włoski samorządowiec, polityk
  - Peter Galison, amerykański filozof, fizyk i historyk
  - Władysław Kubiak, polski samorządowiec, wicemarszałek województwa kujawsko-pomorskiego
  - Czesław Lang, polski kolarz torowy i szosowy oraz przedsiębiorca
  - Bill Paxton, amerykański aktor (zm. 2017)
- 18 maja:
  - Chow Yun-fat, chiński aktor
  - James Gaines, amerykańsko-filipiński aktor
  - Peter Paško, słowacki przedsiębiorca
- 19 maja:
  - Manfred Deselaers, niemiecki duchowny katolicki
  - Ewa Garczyńska, polska lekkoatletka, skoczkini w dal
  - James Gosling, amerykański informatyk, programista
  - Werner Kuhn, niemiecki polityk
  - Leszek Samborski, polski polityk, poseł na Sejm RP
- 20 maja:
  - Manolo Cadenas, hiszpański trener piłki ręcznej
  - Anton Corbijn, holenderski fotograf, reżyser teledysków
  - Józef Łuszczek, polski biegacz narciarski
  - Tadeusz Kowalski, polski ekonomista
  - Micha’el Oren, izraelski polityk
  - Adam Pawluś, polski prawnik, samorządowiec, starosta jasielski
  - Zbigniew Preisner, polski kompozytor muzyki filmowej
  - Jackie Robinson, amerykański koszykarz
- 21 maja:
  - Jerzy Pożarowski, polski aktor
  - Oleg Salukow, rosyjski dowódca wojskowy
  - Siergiej Szojgu, rosyjski polityk
- 22 maja:
  - Jerry Dammers, brytyjski muzyk, kompozytor, członek zespołu The Specials
  - Philip Dybvig, amerykański ekonomista, laureat Nagrody Nobla
  - Dennis de Jong, holenderski polityk, dyplomata
  - Anna Młynik-Shawcross, polska lekarz, działaczka opozycyjna w okresie PRL
  - Vicente Juan Segura, hiszpański duchowny katolicki, biskup Ibizy (zm. 2024)
- 23 maja:
  - Władysław Klimczak, polski polityk, poseł na Sejm PRL
  - Preda Mihăilescu, rumuński matematyk
  - John Stevens, brytyjski prawnik, polityk
- 24 maja:
  - Temur Chubuluri, gruziński judoka
  - Wojciech Maksymowicz, polski neurochirurg, polityk, minister zdrowia
  - Jerzy Pokój, polski polityk
  - Igor Švõrjov, estoński szachista, trener
  - Krzysztof Trawicki, polski weterynarz, samorządowiec, wicemarszałek województwa pomorskiego
  - Mariusz Zabrodzki, polski kompozytor, producent muzyczny i realizator nagrań
- 25 maja:
  - Yvon Mougel, francuski biathlonista
  - Connie Sellecca, amerykańska aktorka
- 26 maja:
  - Doris Dörrie, niemiecka aktorka, scenarzystka, reżyserka i producentka filmowa
  - Mirosław P. Jabłoński, polski pisarz science fiction, scenarzysta filmowy, tłumacz, dziennikarz, podróżnik
  - Aleksandrs Starkovs, łotewski piłkarz, trener pochodzenia rosyjskiego
  - Janusz Śniadek, polski związkowiec, polityk, poseł na Sejm RP
  - Tomasz Zeliszewski, polski perkusista, autor tekstów, członek zespołu Budka Suflera
- 27 maja:
  - Eric Bischoff, amerykański przedsiębiorca i producent telewizyjny
  - Mirosław Chmiel, polski artysta fotograf
  - Stefan Kozłowski, polski związkowiec
  - Philippe Mousset, francuski duchowny katolicki, biskup Périgueux
  - Richard Schiff, amerykański aktor
  - Adolfo Uriona, argentyński duchowny katolicki, biskup Río Cuarto
  - Magdalena Wołłejko, polska aktorka
  - Rudolf Žiak, słowacki samorządowiec, polityk, eurodeputowany
- 28 maja:
  - Tadeusz Tomasik, polski samorządowiec, burmistrz Przysuchy
  - Krystyna Zając, polska lekkoatletka, biegaczka
- 29 maja:
  - Gerhard Dörfler, austriacki polityk
  - John Hinckley Jr., amerykański zamachowiec
  - Frank Wartenberg, niemiecki lekkoatleta, skoczek w dal
  - Leszek Żebrowski, polski ekonomista i publicysta historyczny
- 30 maja:
  - Dietmar Constantini, austriacki piłkarz, trener (zm. 2024)
  - Sven Dahlkvist, szwedzki piłkarz, trener
  - Topper Headon, brytyjski perkusista, członek zespołu The Clash
  - Jerzy Maculewicz, polski duchowny katolicki, biskup, administrator apostolski Uzbekistanu
  - Alicja Przyłuska-Fiszer, polska humanistka, profesor nauk humanistycznych
  - Jake Roberts, amerykański wrestler
  - Colm Tóibín, irlandzki prozaik, eseista
- 31 maja:
  - Siergiej Czuchraj, radziecki kajakarz
  - Tommy Emmanuel, australijski gitarzysta, piosenkarz
  - Jean-Luc Vandenbroucke, belgijski kolarz torowy i szosowy
- 1 czerwca:
  - Lorraine Moller, nowozelandzka lekkoatletka, biegaczka długodystansowa i maratonka
  - Dušan Savić, serbski piłkarz
  - Jewgienija Simonowa, rosyjska aktorka
- 2 czerwca:
  - Dana Carvey, amerykański aktor, komik
  - Aleksandr Pierow, rosyjski kolarz torowy
  - Aleksandr Zawjałow, rosyjski biegacz narciarski
- 3 czerwca:
  - Paul Coakley, amerykański duchowny katolicki, arcybiskup Oklahoma City
  - Jolanta Kwaśniewska, polska była pierwsza dama
  - Władysław Stefanowicz, polski żeglarz lodowy
- 4 czerwca:
  - Paulina Chiziane, mozambicka pisarka
  - Antje Jackelén, niemiecko-szwedzka duchowna i teolog protestancka, biskup Lund, arcybiskup Uppsali, prymas Kościoła Szwecji
  - Lars Kjædegaard, duński pisarz
  - Val McDermid, szkocka pisarka
- 5 czerwca:
  - Piotr Bakal, polski poeta, kompozytor, piosenkarz, organizator koncertów i festiwali, tłumacz, dziennikarz
  - Edinho, brazylijski piłkarz, trener
  - Marian Oslislo, polski grafik
- 6 czerwca:
  - Sandra Bernhard, amerykańska aktorka, pisarka, piosenkarka
  - Tadeusz Cymański, polski samorządowiec, polityk, burmistrz Malborka, poseł na Sejm RP i eurodeputowany
  - Edson Gaúcho, brazylijski piłkarz, trener
  - Jerzy Godzik, polski polityk, samorządowiec, poseł na Sejm RP, starosta kwidzyński
  - Pier Antonio Panzeri, włoski działacz społeczny, polityk
  - Lee Smolin, amerykański fizyk
- 7 czerwca:
  - William Forsythe, amerykański aktor
  - Dorota Kamińska, polska aktorka
  - Bill Koch, amerykański biegacz narciarski
  - Alfred Owoc, polski lekarz, polityk, poseł na Sejm RP
- 8 czerwca:
  - Tim Berners-Lee, brytyjski informatyk
  - José Antonio Camacho, hiszpański piłkarz, trener
  - Griffin Dunne, amerykański aktor, reżyser, producent i scenarzysta filmowy
  - Krystyna Tolewska, polska aktorka
  - Waldemar Wardziński, polski samorządowiec, prezydent Ciechanowa
- 9 czerwca:
  - Krzysztof Bochus, polski dziennikarz, publicysta i pisarz
  - Grzegorz Chrapkiewicz, polski aktor, reżyser teatralny
  - Tiébilé Dramé, malijski polityk (zm. 2025)
  - Jan Hrušínský, czeski aktor
  - Johann Pregesbauer, austriacki piłkarz
  - Jan Siuta, polski rzeźbiarz, malarz, filozof
  - Krzysztof Tusiewicz, polski reżyser, scenarzysta operator filmowy, fotografik
- 10 czerwca:
  - Stanislav Kropilák, słowacki koszykarz (zm. 2022)
  - Jan Łopuszański, polski prawnik, nauczyciel akademicki, publicysta, polityk, poseł na Sejm RP
  - Annette Schavan, niemiecka polityk
  - Andrew Stevens, amerykański aktor, reżyser, scenarzysta, producent filmowy i telewizyjny
- 11 czerwca:
  - Halina Biegun, polska saneczkarka
  - Wojciech Inglot, polski chemik, przedsiębiorca (zm. 2013)
  - Me’ir Porusz, izraelski rabin, polityk
- 12 czerwca:
  - Georges Bach, luksemburski związkowiec, polityk
  - Guy Lacombe, francuski piłkarz, trener
- 13 czerwca:
  - Jarosław Drozd, polski politolog
  - Alan Hansen, szkocki piłkarz, komentator sportowy
  - Maciej Hen, polski pisarz
  - Bruno Valkeniers, belgijski i flamandzki polityk
- 14 czerwca:
  - Massimo Introvigne, włoski socjolog, wykładowca akademicki
  - Zbigniew Mierzwa, polski samorządowiec, polityk, poseł na Sejm RP
  - Piotr Szmitke, polski artysta interdyscyplinarny, scenograf (zm. 2013)
- 15 czerwca:
  - Julie Hagerty, amerykańska aktorka
  - Michael Schudrich, polsko-amerykański rabin
  - Paul Rusesabagina, rwandyjski dyrektor hoteli, działacz przeciw aktom ludobójstwa
- 16 czerwca:
  - Anatolij Czubajs, rosyjski polityk, przedsiębiorca
  - Grzegorz Długi, polski prawnik, poseł na Sejm RP
  - Grete Faremo, norweska prawnik, polityk
  - Tree Rollins, amerykański koszykarz
  - Giuliana Salce, włoska lekkoatletka, chodziarka
- 17 czerwca:
  - Mati Laur, estoński historyk
  - Danuta Majewska, polska lekkoatletka, dyskobolka (zm. 2015)
- 18 czerwca:
  - Sandy Allen, amerykańska aktorka, najwyższa kobieta w historii (zm. 2008)
  - Dave Rodger, nowozelandzki wioślarz
- 19 czerwca:
  - Alojzij Cvikl, słoweński duchowny katolicki, arcybiskup Mariboru
  - Józef Częścik, polski pisarz, wydawca
  - Zygmunt Frankiewicz, polski samorządowiec, prezydent Gliwic
  - Władimir Myszkin, rosyjski hokeista, bramkarz, trener i działacz hokejowy
  - Éric Raoult, francuski polityk (zm. 2021)
  - Andrzej Rychlik, polski polityk, przedsiębiorca, poseł na Sejm I kadencji
- 20 czerwca – Mirosław Sekuła, polski polityk
- 21 czerwca:
  - Sue Gibson, nowozelandzka narciarka alpejska, olimpijka
  - Walancin Hołubieu, białoruski historyk i polityk, członek Białoruskiego Frontu Ludowego
  - Michel Platini, francuski piłkarz
  - Michelle Steel, amerykańska polityk, kongreswoman
  - Jan Widera, polski lekkoatleta, trener, podsekretarz stanu w Ministerstwie Sportu i Turystyki
- 22 czerwca:
  - Danuta Gwizdalanka, polska muzykolog
  - Andrzej Machowski, polski samorządowiec, polityk, poseł na Sejm RP
  - Elżbieta Rafalska, polska działaczka samorządowa, polityk, senator i poseł na Sejm RP, minister rodziny, pracy i polityki społecznej, eurodeputowana
  - Janusz Szkutnik, polski działacz polityczny, historyk, antykwariusz (zm. 2024)
- 23 czerwca:
  - Glenn Danzig, amerykański wokalista, członek zespołów The Misfits i Danzig
  - Jean Tigana, francuski piłkarz, trener pochodzenia malijskiego
- 24 czerwca:
  - Parwiz Parastuji, irański aktor, piosenkarz
  - Elżbieta Pilawska, polska pływaczka
  - Jan Stanisław Witkiewicz, polski krytyk muzyczny i baletowy, publicysta, fotograf, kurator
- 25 czerwca:
  - Christine Albanel, francuska polityk
  - Robert Gruss, amerykański duchowny katolicki, biskup Rapid City
  - Jean-Paul Gusching, francuski duchowny katolicki, biskup Verdun
  - Eugeniusz Kijewski, polski koszykarz, trener
  - Víctor Manuel Vucetich, meksykański piłkarz, trener pochodzenia argentyńskiego
- 26 czerwca:
  - Joey Baron, amerykański perkusista jazzowy
  - Maxime Bossis, francuski piłkarz, trener
  - Mick Jones, brytyjski wokalista, gitarzysta, członek zespołów: London SS, The Clash i Big Audio Dynamite
  - Philippe Streiff, francuski kierowca wyścigowy (zm. 2022)
  - Władysław Żbikowski, polski związkowiec, polityk, poseł na Sejm RP
- 27 czerwca:
  - Isabelle Adjani, francuska aktorka, piosenkarka
  - Barbara Bates, amerykańska projektantka mody
  - Peter Lovsin, słoweński piosenkarz, poeta
  - Janina Okrągły, polska lekarka, samorządowiec, polityk, poseł na Sejm RP
- 28 czerwca:
  - Karl Fleschen, niemiecki lekkoatleta, średnio- i długodystansowiec
  - József Gáspár, węgierski piłkarz, bramkarz
  - Thomas Hampson, amerykański śpiewak operowy (baryton)
  - Zbigniew Sojka, polski chemik, wykładowca akademicki
  - Ryszard Szulich, polski generał brygady
  - Heribert Weber, austriacki piłkarz, trener
  - Nikołaj Zimiatow, rosyjski biegacz narciarski
- 29 czerwca:
  - Piotr Jarecki, polski duchowny katolicki, biskup pomocniczy warszawski
  - Fritz Kuhn, niemiecki polityk, burmistrz Stuttgartu
- 30 czerwca:
  - Sokol Angjeli, albański aktor, reżyser filmowy i teatralny
  - Simone Giusti, włoski duchowny katolicki, biskup Livorno
  - David Alan Grier, amerykański aktor
  - Gilles Kepel, francuski politolog, arabista, orientalista
  - Egils Levits, łotewski prawnik, polityk, prezydent Łotwy
  - Lucyna Wiśniewska, polska lekarka, polityk, poseł na Sejm RP (zm. 2022)
- 1 lipca:
  - Christian Estrosi, francuski polityk pochodzenia włoskiego, mer Nicei
  - Li Keqiang, chiński polityk, premier Chin (zm. 2023)
  - Vladimir Petrović, serbski piłkarz, trener
- 2 lipca:
  - Cláudio Adão, brazylijski piłkarz, trener
  - Kim Carr, australijski polityk
  - Piet Crous, południowoafrykański bokser
  - Andrew Divoff, wenezuelski aktor
  - Ernst Haspinger, włoski saneczkarz pochodzenia tyrolskiego
- 3 lipca:
  - Jarosław Dworzański, polski samorządowiec, marszałek województwa podlaskiego
  - Glenn Grothman, amerykański polityk, kongresman ze stanu Wisconsin
  - Janusz Marszałek, polski samorządowiec, prezydent Oświęcimia
  - Dominique You, francuski duchowny katolicki, biskup Conceição do Araguaia
  - Walter Veltroni, włoski polityk, burmistrz Rzymu
- 4 lipca:
  - Eero Heinäluoma, fiński polityk
  - Leif Högström, fiński szpadzista
  - Kevin Nichols, australijski kolarz torowy
  - Marek Pyc, polski duchowny katolicki, profesor nauk teologicznych (zm. 2021)
- 5 lipca:
  - Mia Couto, mozambicki pisarz
  - Josef Haslinger, austriacki pisarz
- 6 lipca:
  - Andrzej Bulanda, polski architekt
  - Elefterios Sinadinos, grecki generał, polityk
  - Johan Vande Lanotte, belgijski i flamandzki polityk
- 7 lipca – Krzysztof Stroiński, polski matematyk, aktuariusz
- 8 lipca:
  - Gillian Cowley, zimbabwejska hokeistka na trawie
  - Anna Mazurkiewicz, polska dziennikarka, pisarka
  - Susan Price, brytyjska pisarka
- 9 lipca:
  - Steve Coppell, angielski piłkarz, trener
  - Lindsey Graham, amerykański polityk, senator ze stanu Karolina Południowa
  - Mieczysław Łuczak, polski samorządowiec, polityk, poseł na Sejm RP
  - Jimmy Smits, amerykański aktor, producent filmowy
  - Willie Wilson, amerykański baseballista
- 10 lipca:
  - Johan Bonny, belgijski duchowny katolicki, biskup Antwerpii
  - Pamela Jiles, amerykańska lekkoatletka, sprinterka
  - Sylwester Maciejewski, polski aktor
- 11 lipca:
  - Włodzimierz Kałek, polski działacz samorządowy
  - Lars Karlsson, szwedzki szachista
  - Paul Alois Lakra, indyjski duchowny katolicki, biskup Gumla (zm. 2021)
  - Roman Sasin, polski samorządowiec, polityk, poseł na Sejm RP
- 12 lipca:
  - Timothy Garton Ash, brytyjski historyk
  - Pankracy (Dubas), ukraiński duchowny prawosławny, biskup pomocniczy metropolii Meksyku
  - Marián Kvasnička, słowacki nauczyciel, polityk
- 13 lipca:
  - Marian Banaś, polski polityk, minister finansów
  - Mirosław Gawor, polski generał brygady, przedsiębiorca, działacz sportowy
  - Hans Märchy, szwajcarski bobsleista
  - Aleksandra Samecka-Cymerman, polska biolog, nauczycielka akademicka (zm. 2023)
  - Chris White, brytyjski saksofonista, flecista
  - Roman Wrocławski, polski zapaśnik, trener
- 14 lipca:
  - Mario Osbén, chilijski piłkarz, bramkarz (zm. 2021)
  - Sándor Puhl, węgierski sędzia piłkarski (zm. 2021)
  - Marek Rubnikowicz, polski historyk i archeolog
- 15 lipca:
  - Anna Iwaszkiewicz, polska producentka filmowa (zm. 2008)
  - Kazimierz Smoliński, polski polityk, sekretarz stanu w Ministerstwie Infrastruktury
  - Jomo Sono, południowoafrykański piłkarz, trener
  - Agnieszka Wyszyńska, polska lekkoatletka, chodziarka
- 16 lipca:
  - Zenon Chojnicki, polski szachista (zm. 2024)
  - Włodzimierz Helinski, polski żużlowiec (zm. 2021)
  - Michel Pansard, francuski duchowny katolicki, biskup Évry-Corbeil-Essonnes
  - Jarosław Wojciechowski, polski poeta, prozaik
- 17 lipca:
  - Waldemar Borek, polski dziennikarz, dokumentalista, fotograf, podróżnik
  - Barbara Kwietniewska, polska lekkoatletka, sprinterka i płotkarka
- 18 lipca:
  - Tomasz Fiałkowski, polski dziennikarz, krytyk literacki, publicysta, edytor
  - György Matolcsy, węgierski ekonomista, polityk
  - Andra Veidemann, estońska polityk
- 19 lipca:
  - David Bowe, brytyjski polityk
  - John Campbell, amerykański polityk
  - Ildikó Erdélyi, węgierska lekkoatletka, sprinterka i skoczkini w dal
  - Dorota Klencz, polska gimnastyczka
  - Aleksander Korecki, polski saksofonista jazzowy i rozrywkowy
  - Kiyoshi Kurosawa, japoński reżyser, scenarzysta i krytyk filmowy
  - Dalton McGuinty, kanadyjski polityk, premier Ontario
- 20 lipca:
  - Desmond Douglas, brytyjski tenisista stołowy pochodzenia jamajskiego
  - Stig Larsson, szwedzki poeta, dramatopisarz, prozaik i reżyser.
  - Thomas N’Kono, kameruński piłkarz, bramkarz, trener
  - Jan Wyciślik, polski piłkarz
- 21 lipca:
  - Marcelo Bielsa, argentyński piłkarz, trener
  - Adam Borowski, polski działacz opozycji demokratycznej i niepodległościowej w PRL, wydawca i działacz społeczny
  - Andrzej Łozowski, polski samorządowiec, wójt gminy Łubowo
  - Dan Malloy, amerykański polityk
  - Taco, holenderski piosenkarz pochodzenia indonezyjskiego
  - Béla Tarr, węgierski reżyser i scenarzysta filmowy
  - Anna Wesołowska-Piechocińska, polska aktorka filmowa i teatralna
- 22 lipca:
  - Michał Breitenwald, polski aktor
  - Willem Dafoe, amerykański aktor
  - Michał Ogórek, polski dziennikarz, felietonista, satyryk
- 23 lipca:
  - Krystyna Doktorowicz, polska specjalistka zarządzania mediami
  - Serhij Taruta, ukraiński przedsiębiorca, polityk
- 24 lipca – Brad Watson, amerykański pisarz (zm. 2020)
- 25 lipca:
  - Kike Elomaa, fińska kulturystka, piosenkarka
  - Bantu Holomisa, południowoafrykański generał, polityk
  - Iman, amerykańska aktorka, modelka pochodzenia somalijskiego
  - Zbigniew Szuba, polski pięcioboista nowoczesny
  - Marjan Turnšek, słoweński duchowny katolicki, biskup murskosobocki, arcybiskup metropolita mariborski
- 26 lipca:
  - Rolf Strittmatter, szwajcarski lekkoatleta, sprinter, bobsleista
  - Rita Strode, łotewska działaczka samorządowa, polityk
  - Mieczysław Szlezer, polski skrzypek i pedagog
  - Czesław Wyrobek, polski piłkarz
  - Asif Ali Zardari, pakistański polityk, prezydent Pakistanu
- 27 lipca:
  - Jerzy Margański, polski filozof, dyplomata
  - Aline Pailler, francuska dziennikarka, polityk
  - Peter Ward, angielski piłkarz
- 28 lipca:
  - Vasile Andrei, rumuński zapaśnik
  - Kazimierz Jagiełło, polski piłkarz i trener piłkarski
  - Elżbieta Konderak, polska dziennikarka, reżyserka telewizyjna
  - Anneline Kriel, południowoafrykańska modelka, zdobywczyni tytułu Miss World
  - Adam Malicki, polski weterynarz
  - Zbigniew Ostrowski, polski polityk, samorządowiec, wicemarszałek województwa kujawsko-pomorskiego
  - Dey Young, amerykańska aktorka
- 29 lipca:
  - Jean-Hugues Anglade, francuski aktor, scenarzysta i reżyser filmowy i telewizyjny
  - Jean-Luc Ettori, francuski piłkarz, bramkarz
  - Małgorzata Rybicka, polska działaczka społeczna i pedagog
  - Michael Frendo, maltański prawnik, polityk
  - Piotr Skubała, polski ekolog
  - Stephen Timms, brytyjski polityk
- 30 lipca:
  - Bernadetta Blechacz, polska lekkoatletka, oszczepniczka
  - Mieczysław Litwiński, polski kompozytor, muzyk, wokalista, pedagog
  - Peter Scheeren, holenderski szachista, trener
  - Jarosław Tioskow, polski gitarzysta, wokalista, harmonijkarz, członek zespołu Kasa Chorych
- 31 lipca:
  - Lars Bastrup, duński piłkarz
  - Mykoła Fedorenko, ukraiński piłkarz, trener
- 1 sierpnia:
  - Ołeksandr Hołokołosow, ukraiński piłkarz, trener
  - Stephen Tjephe, birmański duchowny katolicki, biskup Loikaw (zm. 2020)
  - Piotr Zieliński, polski fizyk
- 2 sierpnia:
  - Tim Dunigan, amerykański aktor
  - Józef Jodłowski, polski rolnik, samorządowiec, starosta rzeszowski
  - Eugen Nicolăescu, rumuński polityk
  - Butch Vig, amerykański muzyk, producent muzyczny
  - Lech Zielonka, polski rolnik, urzędnik, trener piłkarski, działacz sportowy, polityk, poseł na Sejm RP
- 3 sierpnia:
  - Hamid Drake, amerykański perkusista jazzowy
  - Andrea Ronchi, włoski dziennikarz, polityk
- 4 sierpnia:
  - Dariusz Lipiński, polski fizyk, nauczyciel akademicki, poseł na Sejm RP
  - Przemysław Pahl, polski perkusista, członek zespołów: Lombard i Turbo
  - Steingrímur J. Sigfússon, islandzki polityk, minister, przewodniczący Althingu
  - Billy Bob Thornton, amerykański aktor, dramaturg, reżyser i piosenkarz
- 5 sierpnia:
  - Pierre Lévy, francuski dyplomata
  - Grażyna Siewierska, polska lekkoatletka, sprinterka
  - John Whitaker, brytyjski jeździec sportowy
- 6 sierpnia:
  - Lars Adaktusson, szwedzki dziennikarz, polityk
  - Andrzej Meyer, polski ekonomista, polityk, wojewoda podlaski (zm. 2016)
  - Tom Sandberg, norweski kombinator norweski
  - Timothy Williamson, brytyjski filozof
- 7 sierpnia:
  - Diane Downs, amerykańska morderczyni
  - Raul Gazolla, brazylijski aktor
  - Celso Guity, honduraski piłkarz (zm. 2021)
  - Wayne Knight, amerykański aktor
  - Władimir Sorokin, rosyjski pisarz
- 8 sierpnia:
  - Jayne Bentzen, amerykańska aktorka
  - Tony DiLeo, amerykański koszykarz, trener
  - Hanna Mikuć, polska aktorka
  - Barbara Petzold, niemiecka biegaczka narciarska
  - Herbert Prohaska, austriacki piłkarz, trener
  - Branscombe Richmond, amerykański aktor
  - Halina Walentowicz, polska filozof
- 9 sierpnia:
  - Udo Beyer, niemiecki lekkoatleta, kulomiot
  - Marek Kuchciński, polski dziennikarz, polityk, poseł, wicemarszałek i marszałek Sejmu RP
  - Maud Olofsson, szwedzka polityk
  - Lech Sprawka, polski polityk, poseł na Sejm RP, wojewoda lubelski
- 10 sierpnia:
  - Jan Bednarek, polski przedsiębiorca, polityk, poseł na Sejm RP
  - Kari Henriksen, norweska polityk
  - Siergiej Jung, rosyjski lekkoatleta, chodziarz
  - Gustavo Moscoso, chilijski piłkarz
  - Manfred Scheuer, austriacki duchowny katolicki, biskup Linzu
- 11 sierpnia:
  - Billy Long, amerykański polityk, kongresman
  - Małgorzata Mańka-Szulik, polska działaczka samorządowa, prezydent Zabrza
- 12 sierpnia:
  - Maria Jabłońska, polska lekkoatletka, oszczepniczka
  - Carsten Nielsen, duński piłkarz
  - Ossie Ocasio, portorykański bokser
  - Lisa Rohde, amerykańska wioślarka
  - Dietmar Schauerhammer, niemiecki bobsleista
  - Heintje Simons, holenderski piosenkarz, aktor
  - Milena Vicenová, czeska lekarka weterynarii, dyplomatka, minister
  - Lilana Wasewa, bułgarska wioślarka
- 13 sierpnia:
  - Anna Błażenko, ukraińska dziennikarka
  - Paul Greengrass, brytyjski reżyser i scenarzysta filmowy
  - Marcelino Pérez Ayllón, hiszpański piłkarz
  - Ahu Tuğba, turecka aktorka i piosenkarka (zm. 2024)
- 14 sierpnia:
  - Aleksandr Miedwiediew, rosyjski ekonomista, działacz hokejowy
  - Gerard Plunkett, irlandzki aktor
  - Ed Trevelyan, amerykański żeglarz sportowy
- 15 sierpnia:
  - Afaq Bəşirqızı, azerska aktorka
  - Kenny Carr, amerykański koszykarz
  - Piero Delbosco, włoski duchowny katolicki, biskup Cuneo i Fossano
  - Ali al-Urajjid, tunezyjski polityk, premier Tunezji
  - Willie Norwood, amerykański wokalista gospel i soul, autor tekstów, producent muzyczny
  - Anne Marie Pohtamo, fińska modelka, aktorka, zdobywczyni tytułu Miss Universe
  - Ewa Wencel, polska aktorka, scenarzystka telewizyjna
  - Per Wind, duński piłkarz
- 16 sierpnia:
  - Mirosław Kocur, polski antropolog teatru i reżyser
  - Gwendoline Mahlangu-Nkabinde, południowoafrykańska prawnik, pedagog, polityk
  - Ryszard Makowski, polski satyryk, członek Kabaretu OT.TO
  - Jeff Perry, amerykański aktor
  - Teresa Semik, polska dziennikarka
- 17 sierpnia:
  - Grażyna Auguścik, polska wokalistka jazzowa
  - Richard Hilton, amerykański przedsiębiorca
  - Władysław Sikora, polski artysta kabaretowy
- 18 sierpnia:
  - André Flahaut, belgijski polityk
  - Gerard Nijboer, holenderski lekkoatleta, maratończyk
  - Dżoomart Otorbajew, kirgiski polityk, premier Kirgistanu
- 19 sierpnia:
  - Mieczysław Augustyn, polski samorządowiec, polityk, senator RP
  - Peter Gallagher, amerykański aktor, wokalista pochodzenia irlandzkiego
  - Cindy Nelson, amerykańska narciarka alpejska
  - Patricia Scotland, brytyjska prawnik, polityk
  - Ibrahim Isaac Sidrak, egipski duchowny, koptyjski katolicki patriarcha Aleksandrii
  - Fabian Stang, norweski adwokat, polityk
  - Thomas Vogtherr, niemiecki historyk
  - Juliusz Krzysztof Warunek, polski aktor
  - Ned Yost, amerykański baseballista
- 20 sierpnia:
  - Jay Acovone, amerykański aktor
  - Cezary Harasimowicz, polski aktor, prozaik, dramaturg, scenarzysta filmowy
  - Ned Overend, amerykański kolarz górski
  - Janet Royall, brytyjska polityk
- 21 sierpnia:
  - Jane Bidstrup, duńska curlerka
  - Janina Kozicka, polska lekkoatletka, biegaczka średniodystansowa
  - Anne Louise Lambert, australijska aktorka
  - Tomasz Lipiński, polski gitarzysta, wokalista, kompozytor, autor tekstów, członek zespołów: Fotoness, Izrael, Brygada Kryzys i Tilt
  - Tomasz Pietrasiewicz, polski reżyser teatralny
- 22 sierpnia:
  - Ann Kiyomura, amerykańska tenisistka pochodzenia japońskiego
  - Maria Magdalena Konarska, polska biochemik, członek PAN
  - Gordon Liu, chiński aktor, instruktor wschodnich sztuk walki
  - Luís Carlos Martins, brazylijski trener piłkarski
  - Maciej Romanowski, polski samorządowiec, starosta elbląski
  - Lára Sveinsdóttir, irlandzka lekkoatletka, wieloboistka
- 23 sierpnia:
  - Ibrahim Aoudou, kameruński piłkarz, trener
  - Christine Hennion, francuska polityk
  - Daniel Stabrawa, polski skrzypek, dyrygent
- 24 sierpnia:
  - Marek Durlik, polski chirurg, transplantolog
  - Mike Huckabee, amerykański pastor, polityk
- 25 sierpnia:
  - Earl Bell, amerykański lekkoatleta, tyczkarz
  - Simon R. Green, brytyjski pisarz science fiction i fantasy
  - Gerd Müller, niemiecki polityk
- 26 sierpnia:
  - Jiří Pehe, czeski politolog, pisarz
  - Roman Rogowiecki, polski dziennikarz muzyczny
- 27 sierpnia:
  - Rod Davis, amerykański i nowozelandzki żeglarz sportowy
  - Arne Dokken, norweski piłkarz, trener
  - Pieter Groenewald, południowoafrykański polityk
  - Filippo Patroni Griffi, włoski prawnik, polityk
  - Robert Richardson, amerykański operator filmowy
  - Diana Scarwid, amerykańska aktorka
- 28 sierpnia:
  - Przemysław Barański, polski artysta fotograf
  - Wiesław Wojno, polski trener piłkarski
- 29 sierpnia:
  - Bernarda Fink, argentyńska śpiewaczka operowa (mezzosopran) pochodzenia słoweńskiego
  - Diamanda Galás, amerykańska awangardowa performerka, wokalistka, kompozytorka pochodzenia greckiego
  - Maria Kazanecka, polska kajakarka
  - Jack Lew, amerykański polityk pochodzenia żydowskiego
  - Francisco Lopes, portugalski polityk
  - Jerzy Łużniak, polski samorządowiec, wicemarszałek województwa dolnośląskiego
  - Jarosław Pinkas, polski lekarz, podsekretarz stanu w Ministerstwie Zdrowia
- 30 sierpnia:
  - Edmund Krasowski, polski fizyk, polityk, poseł na Sejm RP
  - Juan Lozano, hiszpański piłkarz
  - Jamie Moses, brytyjsko-amerykański basista
  - Robert Reid, amerykański koszykarz (zm. 2024)
  - Helge Schneider, niemiecki komik, muzyk jazzowy, aktor, reżyser filmowy i teatralny
  - Beata Wąsowska, polska lekkoatletka, artystka, malarka
- 31 sierpnia:
  - Filip Adwent, polski polityk, eurodeputowany (zm. 2005)
  - Marek Bałata, polski wokalista jazzowy
  - Marek Dworak, polski urzędnik
  - Edwin Moses, amerykański lekkoatleta, płotkarz
  - Stefan Szańkowski, polski polityk, samorządowiec, poseł na Sejm RP
- 1 września:
  - Billy Blanks, amerykański aktor, mistrz sztuk walki, instruktor fitness
  - Czesław Bryłka, polski piłkarz
  - Maureen George, zimbabwejska hokeistka na trawie
  - Andrzej Łukasik, polski kontrabasista jazzowy
  - Gerhard Strack, niemiecki piłkarz (zm. 2020)
- 2 września:
  - Eric Allman, amerykański programista, haker
  - Lidia Amejko, polska pisarka, dramaturg
  - Natalja Pietrusiowa, rosyjska łyżwiarka szybka
  - Linda Purl, amerykańska aktorka, piosenkarka
- 3 września:
  - Steve Jones, brytyjski gitarzysta, wokalista, członek zespołu Sex Pistols
  - Walter Kelsch, niemiecki piłkarz
  - Marieta Ljarja, albańska aktorka
  - Laurent Malet, francuski aktor, reżyser i scenarzysta filmowy
- 4 września:
  - Aleksandra Kisielewska, polska aktorka
  - Brian Schweitzer, amerykański polityk
  - Jewgienij Triefiłow, rosyjski piłkarz ręczny, trener
- 5 września:
  - Elżbieta Adamiak, polska piosenkarka, gitarzystka, kompozytorka
  - Marek Chłodnicki, polski archeolog
  - Ewa Iżykowska, polska śpiewaczka operowa (sopran i mezzosopran)
- 6 września:
  - Raymond Benson, amerykański pisarz
  - Anne Henning, amerykańska łyżwiarka szybka
- 7 września:
  - Mira Furlan, chorwacka aktorka (zm. 2021)
  - Heino Puuste, estoński lekkoatleta, oszczepnik
  - Jefim Zielmanow, rosyjski matematyk
- 8 września:
  - Walerij Gierasimow, rosyjski generał, polityk
  - Marian Podziewski, polski polityk, wojewoda warmińsko-mazurski
  - Janusz Sepioł, polski polityk
- 9 września:
  - Zdzisław Antoń, polski samorządowiec, starosta lubelski
  - Hanna Bieniuszewicz, polska aktorka
  - Henryk Ciereszko, polski duchowny katolicki, biskup pomocniczy białostocki
  - Jerzy Hertel, polski polityk, samorządowiec, poseł na Sejm RP
  - Billy Sanders, australijski żużlowiec (zm. 1985)
  - Björne Väggö, szwedzki szpadzista
  - Mariusz Wojciechowski, polski aktor
- 10 września:
  - Mike Glenn, amerykański koszykarz, analityk, dziennikarz, komisarz sportowy
  - Piotr Bykowski, polski przedsiębiorca
  - Marja-Liisa Kirvesniemi, fińska biegaczka narciarska
  - Pat Mastelotto, amerykański perkusista, członek zespołów King Crimson i XTC
  - Józef Mozolewski, polski polityk, związkowiec, poseł na Sejm RP
- 11 września:
  - Jerzy Borcz, polski matematyk, samorządowiec, polityk, senator RP
  - Joe Hassett, amerykański koszykarz
- 12 września:
  - Elżbieta Kiedrowska, polska lekkoatletka, skoczkini wzwyż (zm. 2016)
  - Peter Scolari, amerykański aktor (zm. 2021)
  - Jerzy Wojciech Ziembicki, polski reżyser filmów dokumentalnych
- 13 września:
  - Eugeniusz Janczak, polski strzelec sportowy
  - Czesław Okińczyc, litewski prawnik, adwokat, polityk narodowości polskiej
- 14 września:
  - Geraldine Brooks, amerykańska dziennikarka, pisarka pochodzenia australijskiego
  - Robert Prevost, amerykański duchowny katolicki, papież Leon XIV (od 2025)
  - Igor Potiakin, rosyjski pływak
- 15 września:
  - Željka Antunović, chorwacka ekonomistka, polityk
  - Jesús Fernández González, hiszpański duchowny katolicki, biskup Astorgi
  - Grzegorz Kołtan, polski kajakarz
  - Richard Lornac, francuski pianista
  - Kai Niemi, fiński żużlowiec
  - Henryk Pytel, polski hokeista, trener (zm. 2024)
  - Linda Watson, zimbabwejska hokeistka na trawie
  - Anton Wembacher, niemiecki saneczkarz
- 16 września:
  - Ron Brewer, amerykański koszykarz
  - Sandy Petersen, amerykański projektant gier komputerowych i fabularnych
  - Aurel Plasari, albański pisarz
  - Robin Yount, amerykański baseballista
- 17 września:
  - Jan Jankiewicz, polski kolarz torowy i szosowy
  - Mike Parson, amerykański polityk, gubernator Missouri
- 18 września:
  - Sławczo Czerwenkow, bułgarski zapaśnik
  - Keith Morris, amerykański wokalista, członek zespołów: Black Flag, Circle Jerks i Off!(inne języki)
- 19 września:
  - Rebecca Blank, amerykańska polityk (zm. 2023)
  - Petra Boesler, niemiecka wioślarka
  - Tomislav Koljatic Maroevic, chilijski duchowny katolicki pochodzenia chorwackiego, biskup Linares
  - Robert Rochefort, francuski ekonomista, socjolog, polityk, eurodeputowany
  - Vlastimil Tlustý, czeski przedsiębiorca, polityk
- 20 września:
  - David Haig, brytyjski aktor, pisarz
  - Stanisław Krawczyński, polski dyrygent
  - Abdurrahim Kuzu, amerykański zapaśnik pochodzenia tureckiego
  - Silvio Leonard, kubański lekkoatleta, sprinter
  - Ryszard Łabędź, polski aktor, dziennikarz i komentator sportowy
- 21 września:
  - François Cluzet, francuski aktor
  - Andriej Gawriłow, rosyjski pianista
  - Gulshan Grover, indyjski aktor
  - Mika Kaurismäki, fiński reżyser, scenarzysta i producent filmowy
  - Ted van der Parre, holenderski strongman
  - Jan Poortvliet, holenderski piłkarz, trener
- 22 września: 
  - Jan Kisiliczyk, polski geodeta, samorządowiec, polityk, poseł na Sejm RP
  - Joseph Kollamparambil, indyjski duchowny syromalabarski
- 23 września:
  - Raivo Hääl, estoński kierowca wyścigowy
  - David Hammerstein Mintz, hiszpański nauczyciel, polityk, eurodeputowany pochodzenia żydowskiego
  - Eleonora Lo Curto, włoska działaczka samorządowa, polityk, eurodeputowana
- 24 września:
  - Yacine Bentaala, algierski piłkarz, bramkarz
  - Janusz Brzeski, polski związkowiec, polityk, poseł na Sejm RP (zm. 2020)
  - Lars Malmkvist, szwedzki zapaśnik
- 25 września:
  - Peter Müller, niemiecki polityk
  - Karl-Heinz Rummenigge, niemiecki piłkarz, działacz piłkarski
  - Zucchero, włoski piosenkarz
- 26 września:
  - Wit Dąbal, polski operator filmowy
  - Andrzej Mioduszewski, polski polityk, samorządowiec, senator RP
  - Richy Müller, niemiecki aktor
  - Andrzej Pająk, polski samorządowiec, polityk, poseł na Sejm RP
  - Wojciech Saletra, polski nauczyciel, polityk, poseł na Sejm RP
- 27 września:
  - Aleksandr Galibin, rosyjski aktor
  - Sławomir Koehler, polski reżyser i scenarzysta filmowy
  - Andrea Mátay, węgierska lekkoatletka, skoczkini wzwyż
  - Richard Nowakowski, niemiecki bokser pochodzenia polskiego
- 28 września:
  - Stéphane Dion, kanadyjski polityk
  - Gary Johnson, angielski piłkarz, trener
  - Jutta Lau, niemiecka wioślarka
- 29 września:
  - Ann Bancroft, amerykańska podrózniczka
  - Hienadź Dawydźka, białoruski aktor, reżyser filmowy, dziennikarz, polityk
  - Joe Donnelly, amerykański polityk, senator ze stanu Indiana
  - Eurico Gomes, portugalski piłkarz, trener
- 30 września:
  - Jerzy Adamuszek, polski geograf, pisarz
  - George Fergusson, brytyjski dyplomata
  - Francisco Carlos da Silva, brazylijski duchowny katolicki, biskup Lins
  - Zita Žvikienė, litewska polityk
- 1 października:
  - Jerzy Adamik, polski polityk, wojewoda małopolski
  - Hugh Fisher, kanadyjski kajakarz pochodzenia nowozelandzkiego
- 2 października:
  - Rewaz Czelebadze, gruziński piłkarz, działacz piłkarski
  - Norodom Arunrasmy, kambodżańska polityk, dyplomata
  - Philip Oakey, brytyjski wokalista, kompozytor, członek zespołu The Human League
  - Tibor Rab, węgierski piłkarz
  - Mirosław Tłokiński, polski piłkarz
- 3 października:
  - Francesco Guidolin, włoski piłkarz, trener
  - Miria Turek, polska lekkoatletka, wieloboistka
  - José Daniel Valencia, argentyński piłkarz
  - Tommy Wiseau, amerykański reżyser, aktor i producent filmowy polskiego pochodzenia
- 4 października:
  - Zbigniew Janowski, polski związkowiec, polityk, poseł na Sejm RP
  - Anton Pichler, austriacki piłkarz
  - Jorge Valdano, argentyński piłkarz, trener
- 5 października:
  - Henryk Kisielewski, polski rolnik, samorządowiec, poseł na Sejm RP (zm. 2023)
  - Andrzej Kosendiak, polski dyrygent
  - Urszula Kowalska, polska aktorka
  - Michał Lorenc, polski kompozytor, twórca muzyki filmowej
  - Ángela Molina, hiszpańska aktorka
  - Denny Rehberg, amerykański polityk
- 6 października:
  - Josef Moser, austriacki prawnik, polityk
  - Park Mi-geum, południowokoreańska siatkarka
  - Jean-Claude Rembanga, środkowoafrykański duchowny katolicki, biskup Bambari
  - Leszek Wojciechowski, polski historyk, mediewista
  - Hanna Zych-Cisoń, polska działaczka samorządowa, wicemarszałek województwa pomorskiego
- 7 października:
  - Bill Foster, amerykański polityk, kongresman
  - Claudio Gugerotti, włoski duchowny katolicki, nuncjusz apostolski
  - Bogumił Luft, polski publicysta, dyplomata
  - Yo-Yo Ma, chiński wiolonczelista
- 8 października:
  - Alain Ferté, francuski kierowca wyścigowy
  - Darrell Hammond, amerykański aktor, komik
  - Jarosław Modzelewski, polski malarz, rysownik, pedagog
  - Gilbert Marie N’gbo Aké, iworyjski ekonomista, polityk, premier Wybrzeża Kości Słoniowej
  - Vladimiro Schettina, paragwajski piłkarz
  - Claudio Sulser, szwajcarski piłkarz
- 9 października:
  - Linwood Boomer, kanadyjski aktor, reżyser, scenarzysta i producent filmowy i telewizyjny
  - Steve Ovett, brytyjski lekkoatleta, średniodystansowiec
  - Krzysztof Sujka, polski kolarz szosowy i torowy
  - Andrzej Szczytko, polski aktor, reżyser teatralny (zm. 2021)
  - Piotr Uszok, polski samorządowiec, prezydent Katowic
  - Karel Večeřa, czeski piłkarz, trener
- 10 października:
  - Janusz Białek, polski piłkarz, trener
  - Aleksandr Bubnow, rosyjski piłkarz, trener
  - Mauro De Pellegrin, włoski kolarz szosowy
  - Teresa Kotlarczyk, polska reżyserka i scenarzystka filmowa
- 11 października:
  - Ionel Augustin, rumuński piłkarz, trener
  - Hans-Peter Briegel, niemiecki piłkarz, trener
  - Luis Cabrera Herrera, ekwadorski duchowny katolicki, arcybiskup metropolita Cuenca i Guayaquil
  - Norm Nixon, amerykański koszykarz
  - Matteo Maria Zuppi, włoski duchowny katolicki, biskup pomocniczy diecezji rzymskiej, arcybiskup metropolita Bolonii, kardynał
- 12 października:
  - Brian Flynn, walijski piłkarz, trener
  - Ante Gotovina, chorwacki generał
  - José Pilar Reyes, meksykański piłkarz, bramkarz, trener
  - Jane Siberry, kanadyjska piosenkarka, kompozytorka
- 13 października:
  - Joaquín Caparrós, hiszpański, piłkarz, trener
  - Patrick Dewael, belgijski i flamandzki polityk
  - Detlef Michel, niemiecki lekkoatleta, oszczepnik
  - Andrzej Pawlak, polski fizyk
  - Siergiej Szepielew, rosyjski hokeista
- 14 października:
  - Stanislav Bernard, czeski przedsiębiorca
  - Wojciech Tomasik, polski historyk i teoretyk literatury
  - Carole Tongue, brytyjska polityk, eurodeputowana
- 15 października:
  - Kulbir Bhaura, brytyjski historyk hokeista na trawie pochodzenia indyjskiego
  - Ewa Błaszczyk, polska aktorka, wokalistka
  - Thierry Breton, francuski przedsiębiorca, polityk
  - Víctor Pecci, paragwajski tenisista
  - Tanya Roberts, amerykańska aktorka, modelka (zm. 2021)
- 16 października:
  - Anna Kołda, polska siatkarka, trenerka
  - Rod Strachan, amerykański pływak
- 17 października:
  - Elisa Ferreira, portugalska polityk, ekolog
  - Stanisław Klocek, polski hokeista
  - René Kos, holenderski kolarz szosowy i torowy
  - Trond Sirevåg, norweski piłkarz, trener
- 18 października:
  - Plínio José Luz da Silva, brazylijski duchowny katolicki, biskup Picos
  - Ewa Olszewska, polska polityk, działaczka samorządowa, marszałek województwa opolskiego
  - Vitold Rek, polski kontrabasista, kompozytor, pedagog
  - Jean-Marc Savelli, francuski pianista
  - Rita Verdonk, holenderska polityk
- 19 października:
  - Jean Kambanda, rwandyjski polityk, premier Rwandy
  - Lonnie Shelton, amerykański koszykarz
  - Jan Sobczyk, polski fizyk
- 20 października:
  - Kurt Aebli, szwajcarski pisarz
  - Thomas Newman, amerykański kompozytor muzyki filmowej
  - Magdalena Tulli, polska pisarka, tłumaczka
  - Sheldon Whitehouse, amerykański prawnik, polityk, senator ze stanu Rhode Island
- 21 października:
  - Geof Darrow, amerykański rysownik komiksów
  - Johnny Davis, amerykański koszykarz, trener
  - Stanisław Grzonkowski, polski działacz związkowy, polityk, poseł na Sejm RP
  - Fred Hersch, amerykański pianista i kompozytor jazzowy
  - Darius Khondji, irańsko-francuski operator filmowy
  - Władysław Szyngiera, polski piłkarz
  - Frank Vandenbroucke, belgijski i flamandzki polityk
- 22 października:
  - Władysław Teofil Bartoszewski, polski historyk, antropolog, polityk, poseł na Sejm RP
  - Bill Condon, amerykański reżyser i scenarzysta filmowy
  - Pawlina Czilingirowa, bułgarska szachistka
  - Michel Decastel, szwajcarski piłkarz i trener
  - Tadeusz Gadacz, polski filozof, religioznawca
  - Lothar Hause, niemiecki piłkarz
  - Patrick Louis, francuski polityk
  - Alicja Stradomska, polska nauczycielka, polityk, senator RP
- 23 października:
  - Toshio Hosokawa, japoński kompozytor
  - Vladimir Milić, serbski lekkoatleta, kulomiot
  - Leszek Mordarski, polski muzyk, pedagog i nauczyciel
  - Jörg Peter, niemiecki lekkoatleta, długodystansowiec i maratończyk
  - Graeme Revell, nowozelandzki kompozytor muzyki filmowej
  - Zbigniew Urbanowicz, polski piłkarz ręczny
  - Marijan Vlak, chorwacki piłkarz, bramkarz, trener
- 24 października:
  - Robert Clotworthy, amerykański aktor
  - Hassan Rowshan, irański piłkarz
  - Leszek Sikorski, polski lekarz, polityk, minister zdrowia
- 25 października:
  - Glynis Barber, południowoafrykańska aktorka
  - Gale Ann Hurd, amerykańska producentka filmowa
  - Matthias Jabs, niemiecki gitarzysta, członek zespołu Scorpions
- 26 października:
  - Bernd Drogan, niemiecki kolarz szosowy i torowy
  - Baltasar Garzón, hiszpański prawnik, sędzia
  - Jan Hoffmann, niemiecki łyżwiarz figurowy
  - Andros Kiprianu, cypryjski polityk
  - Laura Mintegi, baskijska pisarka i działaczka polityczna
  - Stephen Robinson, amerykański inżynier, astronauta
- 27 października:
  - Claudia Giordani, włoska narciarka alpejska
  - Isidoro San José, hiszpański piłkarz
  - Reynald Secher, francuski politolog, historyk, pisarz
  - Zbigniew Senkowski, polski polityk, działacz związkowy, poseł na Sejm RP
- 28 października:
  - Bill Gates, amerykański przedsiębiorca, informatyk, miliarder, filantrop
  - Gary Lavergne, amerykański pisarz
  - Véronique Mathieu, francuska polityk, eurodeputowana
  - Carlo Rossi, włoski kierowca wyścigowy
  - Esmon Saimon, vanuacki polityk, przewodniczący parlamentu, tymczasowy prezydent Vanuatu
  - Yves Simoneau, kanadyjski reżyser filmowy
- 29 października:
  - Marian Kawa, polski pedagog, polityk, poseł na Sejm RP
  - Roger O’Donnell, brytyjski klawiszowiec, członek zespołu The Cure
  - Henryk Witczyk, polski biblista
- 30 października:
  - Jeremy Black, brytyjski aktor
  - Heidi Heitkamp, amerykańska polityk, senator ze stanu Dakota Północna
  - Bernd Riexinger, niemiecki polityk
  - Grzegorz Roman, polski aktor
  - Toma Simionov, rumuński kajakarz, kanadyjkarz
- 31 października:
  - Włodzimierz Andrzejewski, polski piłkarz, trener
  - Heike Lange, niemiecka łyżwiarka szybka
  - Susan Orlean, amerykańska dziennikarka, pisarka
- 1 listopada:
  - Rafael Biernaski, brazylijski duchowny katolicki pochodzenia polskiego, biskup pomocniczy Kurytyby
  - Wojciech Nowakowski, polski dziennikarz, producent telewizyjny, pedagog, podróżnik
- 2 listopada:
  - Peter Cousens, australijski aktor, piosenkarz, reżyser filmowy, telewizyjny i teatralny
  - Ryszard Lenc, polski pisarz
  - Aldona Michalak, polska polityk, poseł na Sejm RP
  - Mark Reynolds, amerykański żeglarz sportowy
  - Sławomir Zieliński, polski dziennikarz i prezenter radiowo-telewizyjny, menedżer
- 3 listopada:
  - Phumzile Mlambo-Ngcuka, południowoafrykańska polityk, wiceprezydent RPA
  - Michel Renquin, belgijski piłkarz, trener
  - Rudolf Scholten, austriacki polityk i prawnik
- 4 listopada:
  - Tadeusz Jędrzejczak, polski polityk, samorządowiec, poseł na Sejm RP, prezydent Gorzowa Wielkopolskiego
  - David Julius, amerykański naukowiec, laureat Nagrody Nobla
  - Janusz Lisak, polski polityk, poseł na Sejm RP
  - Matti Vanhanen, fiński polityk, premier Finlandii
- 5 listopada:
  - Ana Cecilia Carrillo, peruwiańska siatkarka
  - Ulrich Hahn, niemiecki saneczkarz
  - Kris Jenner, amerykańska bizneswoman, osobowość telewizyjna
  - Stanisław Kurpiewski, polski polityk, przedsiębiorca, poseł na Sejm RP
  - Tomasz Steifer, polski historyk, malarz, heraldyk (zm. 2015)
  - Oscar Wirth, chilijski piłkarz, bramkarz pochodzenia niemieckiego
- 6 listopada:
  - Catherine Asaro, amerykańska fizyk, chemik, pisarka science fiction i fantasy
  - Erich Karkoschka, niemiecki astronom, matematyk
  - Mirosław Przylipiak, polski filmoznawca, historyk i teoretyk filmu
  - Paul Romer, amerykański ekonomista i przedsiębiorca, laureat Nagrody Nobla
  - Maria Shriver, amerykańska dziennikarka, pisarka
  - Bogusław Wierdak, polski przedsiębiorca, polityk, samorządowiec, przewodniczący Sejmiku opolskiego
- 7 listopada:
  - Samir Bannout, amerykański kulturysta
  - Stanisław Janecki, polski dziennikarz i publicysta
  - Alicja Kledzik, polska pianistka, pedagog
  - Janusz Pindera, polski dziennikarz i komentator sportowy
  - Joan Planellas i Barnosell, hiszpański duchowny katolicki, arcybiskup Tarragony
  - Detlef Ultsch, niemiecki judoka
- 8 listopada:
  - Patricia Barber, amerykańska wokalistka i pianistka jazzowa
  - Dag Hartelius, szwedzki dyplomata
- 9 listopada:
  - Kevin Andrews, australijski polityk (zm. 2024)
  - Karen Dotrice, brytyjska aktorka
  - Rosario Fernández, peruwiańska prawnik, polityk, premier Peru
  - Fernando Meirelles, brazylijski reżyser filmowy
  - Lars Ulrik Mortensen, duński klawesynista, dyrygent
  - Bogdan Ząbek, polski grafik
  - Bogumiła Żongołłowicz, polska dziennikarka, poetka, pisarka
- 10 listopada:
  - Tadeusz Arkit, polski samorządowiec, polityk, poseł na Sejm RP
  - Antoni Czyż, polski literaturoznawca
  - Roland Emmerich, niemiecki reżyser, scenarzysta i producent filmowy
  - Ken Holland, kanadyjski hokeista, bramkarz
  - Mathew Manakkarakavil, indyjski duchowny katolicki
  - Lech Nikolski, polski polityk, poseł na Sejm RP
  - Horacio Pagani, argentyński konstruktor samochodowy, przedsiębiorca
- 11 listopada:
  - Friedrich Merz, niemiecki prawnik, polityk
  - Jigme Singye Wangchuck, król Bhutanu
  - Radosław Żukowski, polski śpiewak operowy (bas)
- 12 listopada:
  - Samba Adama, mauretański zapaśnik
  - Małgorzata Bartyzel, polska dziennikarka, teatrolog, animatorka kultury, polityk, poseł na Sejm RP (zm. 2016)
- 13 listopada:
  - Whoopi Goldberg, amerykańska aktorka
  - Adam Hajduk, polski samorządowiec, prezydent Raciborza, starosta powiatu raciborskiego
  - Jan Kamiński, polski polityk, samorządowiec, poseł na Sejm RP, wicemarszałek województwa podlaskiego
- 14 listopada:
  - Piotr Gawryś, polski brydżysta
  - Sulejman Halilović, bośniacki piłkarz
  - Matthias Herget, niemiecki piłkarz
  - Stanisław Karczewski, polski chirurg, polityk, marszałek Senatu RP
  - Kōichi Nakano, japoński kolarz torowy
  - Jack Sikma, amerykański koszykarz, trener
  - Jarosław Wojciechowski, polski strażak, polityk, poseł na Sejm RP
- 15 listopada:
  - Alina Bakunowicz-Łazarczyk, polska okulistka, profesor medycyny
  - Ildikó Enyedi, węgierska reżyserka i scenarzystka filmowa
  - Me’ir Kohen, izraelski polityk
  - Michał Rżanek, polski samorządowiec, prezydent Piotrkowa Trybunalskiego
  - Jürgen Sarnowsky, niemiecki historyk, wykładowca akademicki
  - Augustin Traoré, malijski duchowny katolicki, biskup Ségou
  - Martien Vreijsen, holenderski piłkarz
- 16 listopada:
  - Andrzej Biegun, polski śpiewak operowy (baryton)
  - Héctor Cúper, argentyński piłkarz, trener
  - Guillermo Lasso, ekwadorski polityk, prezydent Ekwadoru
  - Sergio Melillo, włoski duchowny katolicki, biskup Ariano Irpino-Lacedonia
  - Emanuel Raasch, niemiecki kolarz torowy
  - Anna Szuster-Kowalewicz, polska psycholog, pracownik naukowy
- 17 listopada:
  - Selim Chazbijewicz, polski poeta, publicysta, prezes Związku Tatarów RP
  - Roman Ciepiela, polski samorządowiec, prezydent Tarnowa
  - Antoni Niemczak, polski lekkoatleta, maratończyk
- 18 listopada:
  - Leszek Cieślik, polski polityk
  - Carter Burwell, amerykański kompozytor muzyki filmowej
- 19 listopada:
  - James Lindesay-Bethune, brytyjski arystokrata, przedsiębiorca, polityk
  - Miguel Maury Buendía, hiszpański duchowny katolicki, arcybiskup, nuncjusz apostolski
  - Reima Salonen, fiński lekkoatleta, chodziarz
  - Anna Trzcieniecka-Green, polska psycholog, doktor nauk humanistycznych
- 20 listopada:
  - Rapisardo Antinucci, włoski geodeta, polityk
  - Toshio Matsuura, japoński piłkarz
- 21 listopada:
  - Zbigniew Ajchler, polski przedsiębiorca, samorządowiec, polityk, poseł na Sejm RP
  - Cedric Maxwell, amerykański koszykarz
- 22 listopada:
  - Milan Bandić, chorwacki polityk, samorządowiec, burmistrz Zagrzebia (zm. 2021)
  - James Edwards, amerykański koszykarz
  - Grzegorz Miecugow, polski dziennikarz radiowy i telewizyjny (zm. 2017)
  - Tadeusz Tomaszewski, polski prawnik
- 23 listopada:
  - Steven Brust, amerykański pisarz science fiction i fantasy pochodzenia węgierskiego
  - Ludovico Einaudi, włoski pianista i kompozytor
  - Konstandinos Kuis, grecki piłkarz, trener
  - Mary Landrieu, amerykańska polityk, senator ze stanu Luizjana
- 24 listopada:
  - Lena Adelsohn Liljeroth, szwedzka dziennikarka, polityk
  - Francesco Marino, włoski duchowny katolicki, biskup Avellino
  - Nadżib Mikati, libański polityk, premier Libanu
  - Andrzej Orzechowski, polski twórca filmów animowanych
- 25 listopada:
  - Bruce Hopkins, nowozelandzki aktor
  - Alaksandr Kazulin, białoruski polityk opozycyjny
  - Henryk Młynarczyk, polski polityk, inżynier, poseł na Sejm RP
  - Kurt Niedermayer, niemiecki piłkarz
- 26 listopada:
  - Tracy Hickman, amerykański pisarz fantasy
  - Jelko Kacin, słoweński polityk
  - Evans Paul, haitański dziennikarz, polityk, premier Haiti
  - Oldřich Vlasák, czeski polityk i inżynier, deputowany do Parlamentu Europejskiego (zm. 2024)
- 27 listopada:
  - Jan Berger, czeski piłkarz, trener
  - Walerij Czechow, rosyjski szachista, trener
  - Sarah English, zimbabwejska hokeistka na trawie
  - Janusz Kałużny, polski astronom (zm. 2015)
  - Constantin Niță, rumuński polityk i ekonomista
- 28 listopada:
  - Alessandro Altobelli, włoski piłkarz
  - Michel Amathieu, francuski operator filmowy
  - Piotr Jaroszyński, polski nauczyciel akademicki, filozof, publicysta, polityk
  - Teresa Królikowska, polska polityk, samorządowiec, członek zarządu województwa lubelskiego
  - Miguel Ángel Portugal, hiszpański piłkarz, trener
- 29 listopada:
  - Howie Mandel, kanadyjski aktor pochodzenia żydowskiego
  - Hassan Sheikh Mohamud, somalijski polityk, prezydent Somalii
  - Edward Socha, polski piłkarz, działacz i menedżer piłkarski
  - Andrzej Zabawa, polski hokeista
- 30 listopada:
  - Richard Burr, amerykański polityk, senator ze stanu Karolina Północna
  - Kevin Conroy, amerykański aktor (zm. 2022)
  - Andrzej Gawłowski, polski polityk, poseł na Sejm RP, europoseł
  - Billy Idol, brytyjski muzyk, wokalista
  - Muricy Ramalho, brazylijski piłkarz, trener
  - Marek Sobczyk, polski malarz, aukcjoner, projektant graficzny, teoretyk sztuki, pedagog
- 1 grudnia:
  - Verónica Forqué, hiszpańska aktorka (zm. 2021)
  - Olivier Rouyer, francuski piłkarz
  - Anna Zawadzka-Gołosz, polska kompozytorka, pedagog
  - Krzysztof Jacek Hinz, polski dyplomata, dziennikarz, iberysta i tłumacz
  - Mirosław Żukowski, polski dziennikarz sportowy
- 2 grudnia:
  - Dee Alexander, amerykańska piosenkarka jazzowa
  - Henryk Charucki, polski kolarz szosowy
  - Teresa Dębowska, polska szachistka
  - Bernard Taiji Katsuya, japoński duchowny katolicki, biskup Sapporo
- 3 grudnia:
  - Melody Anderson, kanadyjska aktorka
  - Pier Ferdinando Casini, włoski polityk
  - Steven Culp, amerykański aktor
  - Bernd Duvigneau, niemiecki kajakarz
  - Gilbert Glaus, szwajcarski kolarz szosowy
  - Alberto Tarantini, włoski piłkarz
  - Daniel Wełna, polski kajakarz, trener
- 4 grudnia:
  - Philip Hammond, brytyjski polityk
  - Leszek Kułakowski, polski pianista jazzowy, kompozytor, pedagog
  - István Vaskuti, węgierski kajakarz
  - Cassandra Wilson, amerykańska wokalistka jazzowa
- 5 grudnia:
  - Wiesław Byczkowski, polski prawnik i samorządowiec, wicemarszałek województwa pomorskiego
  - Bronisława Kowalska, polska polityk (zm. 2020)
- 6 grudnia:
  - Aires Ali, mozambicki polityk, premier Mozambiku
  - Kurt Aust, norweski pisarz, publicysta, tłumacz
  - Jerzy Dworczyk, polski piłkarz, trener
  - Eduardo Luís, portugalski piłkarz
  - Tadeusz Sudnik, polski reżyser dźwięku, kompozytor
  - Tony Woodcock, angielski piłkarz, trener
- 7 grudnia:
  - Władysław Kłosiewicz, polski klawesynista, dyrygent, pedagog
  - Predrag Marković, serbski historyk, polityk, p.o. prezydenta Serbii
  - John McClelland, północnoirlandzki piłkarz, trener
  - Franck Riboud, francuski przedsiębiorca, menedżer
- 8 grudnia:
  - Nathan East, amerykański basista, wokalista, członek zespołu Fourplay
  - Rubén Israel, urugwajski piłkarz, trener
  - Witold Krochmal, polski polityk, samorządowiec, wojewoda wrocławski i dolnośląski
  - Kevin McNulty, kanadyjski aktor
  - Jacek Michałowski, polski urzędnik państwowy, działacz społeczny
  - Frank Uhlig, niemiecki piłkarz
- 9 grudnia:
  - Otis Birdsong, amerykański koszykarz
  - Wiesław Kozielewicz, polski prawnik
  - Janusz Kupcewicz, polski piłkarz, polityk (zm. 2022)
- 10 grudnia:
  - Helena Dam á Neystabø, farerska polityk, poseł na Løgting
  - Lothar Krieg, niemiecki lekkoatleta, sprinter
  - Kim Mehmeti, albański pisarz, publicysta
  - Reinhold Mitterlehner, austriacki prawnik, polityk
- 11 grudnia:
  - David Atkins, australijski aktor, tancerz, choreograf
  - Horst Ehrmantraut, niemiecki piłkarz, trener
  - Adam Woś, polski polityk, samorządowiec, senator i poseł na Sejm RP, burmistrz miasta i gminy Sieniawa
- 12 grudnia:
  - Janna Angelopulu-Daskalaki, grecka prawnik, polityk, działaczka sportowa
  - Andrzej Chudy, polski aktor
  - Ali Hasan al-Dżabir, katarski kamerzysta (zm. 2011)
  - Tomasz Jaroński, polski dziennikarz i komentator sportowy
  - Alfred Maluma, tanzański duchowny katolicki, biskup Njombe (zm. 2021)
  - Aleksander Skorupa, polski polityk, wojewoda dolnośląski
  - Stephen Smith, australijski polityk
  - Sidki Subhi, egipski generał, polityk
  - Ewa Wrzosek, polska lekkoatletka, biegaczka
- 13 grudnia:
  - Joseph Mahmoud, francuski lekkoatleta, długodystansowiec pochodzenia marokańskiego
  - Glenn Roeder, brytyjski piłkarz, trener (zm. 2021)
  - Stanisław Stasiulewicz, polski malarz
  - Tim Steens, holenderski hokeista na trawie
- 14 grudnia:
  - Dan Immerfall, amerykański łyżwiarz szybki
  - Jacek Perlin, polski językoznawca, dyplomata
- 15 grudnia:
  - Roman Faber, polski piłkarz
  - Martin Havik, holenderski kolarz torowy i szosowy
  - Renate Künast, niemiecka polityk
  - Paul Simonon, brytyjski basista, członek zespołu The Clash
- 16 grudnia:
  - Xander Berkeley, amerykański aktor, producent filmowy i telewizyjny
  - Andrés Carrascosa Coso, hiszpański duchowny katolicki, arcybiskup, nuncjusz apostolski
  - Małgorzata Karpińska, polski historyk
  - Karel Kolář, czeski lekkoatleta, sprinter (zm. 2017)
  - Rob Levin, amerykański programista komputerowy (zm. 2006)
  - Wojciech Szarama, polski adwokat, polityk, poseł na Sejm RP
  - Jacek Świat, polski filolog, dziennikarz, polityk, poseł na Sejm RP
- 17 grudnia:
  - Janusz Bobik, polski jeździec sportowy
  - Ondrej Rigo, słowacki seryjny morderca pochodzenia romskiego (zm. 2022)
- 18 grudnia:
  - Jacek Kochan, polski muzyk, kompozytor
  - Vijay Mallya, indyjski miliarder, polityk
  - Bogusław Mamiński, polski lekkoatleta, średnio- i długodystansowiec
  - Rotimi Peters, nigeryjski lekkoatleta, sprinter
  - Teresa Wargocka, polska polityk, sekretarz stanu w MEN
  - Algis Žvaliauskas, litewski inżynier, działacz sportowy, przedsiębiorca, polityk
- 19 grudnia:
  - Marek Dziuba, polski piłkarz
  - Grażyna Niestój, polska lekkoatletka, wieloboistka
  - Rob Portman, amerykański polityk, senator ze stanu Ohio
- 20 grudnia:
  - Michał Buchowski, polski antropolog społeczny, filozof, kulturoznawca
  - Hans-Jürgen Riediger, niemiecki piłkarz
  - Martin Schulz, niemiecki polityk, przewodniczący Parlamentu Europejskiego
- 21 grudnia:
  - Felix Gasselich, austriacki piłkarz
  - Jane Kaczmarek, amerykańska aktorka pochodzenia polskiego
- 22 grudnia:
  - Sławomir Golemiec, polski malarz, grafik, portrecista, ilustrator
  - Galina Murašova, litewska lekkoatletka, dyskobolka
  - Grzegorz Roszak, polski polityk, nauczyciel, poseł na Sejm RP
  - Thomas Südhof, niemiecko-amerykański biochemik, laureat Nagrody Nobla
  - Lázár Szentes, węgierski piłkarz, trener
- 23 grudnia:
  - Carol Ann Duffy, szkocka poetka
  - Anna Kondraszyna, radziecka wioślarka
  - Paul Kratka, amerykański aktor
- 24 grudnia:
  - Clarence Gilyard, amerykański aktor (zm. 2022)
  - Janusz Kohut, polski kompozytor, pianista
- 25 grudnia:
  - Robert Ndlovu, zimbabwejski duchowny katolicki, arcybiskup Harare
  - Adam Ołdakowski, polski inżynier rolnik, polityk, poseł na Sejm RP
  - Ingrid Schmidt, niemiecka prawnik, sędzina
  - Anna Siewierska, polska językoznawczyni (zm. 2011)
- 26 grudnia:
  - Evan Bayh, amerykański polityk, senator ze stanu Indiana
  - Wasil Hurjanau, białoruski inżynier, polityk
  - Zlatko Lagumdžija, bośniacki polityk, premier Bośni i Hercegowiny
  - Kazimierz Michalczyk, polski tokarz (zm. 1982)
  - Joanna Olech, polska autorka książek dla dzieci i młodzieży
- 27 grudnia:
  - Rumen Christow, bułgarski ekonomista, polityk
  - Janusz A. Majcherek, polski filozof i socjolog kultury, publicysta, wykładowca akademicki
  - Brad Murphey, australijsko-amerykański kierowca wyścigowy
- 28 grudnia:
  - Aleksandras Abišala, litewski przedsiębiorca, polityk, premier Litwy
  - Klaus Barthel, niemiecki polityk
  - Małgorzata Jaworska, polska pianistka, pedagog
  - Maria Jaworska-Michałowska, polska architekt (zm. 2013)
  - Liu Xiaobo, chiński literaturoznawca, pisarz, dysydent, laureat Pokojowej Nagrody Nobla (zm. 2017)
- 29 grudnia:
  - Angelo Farrugia, maltański policjant, prawnik, polityk
  - Donald D. Hoffman, amerykański psycholog, wykładowca akademicki
  - Urszula Kiebzak, polska aktorka
  - Anne-Christine Poisson, francuska działaczka związkowa, polityk, eurodeputowana
  - Petr Rímský, czeski komik, piosenkarz, gitarzysta
  - Piotr Szkudelski, polski perkusista, członek zespołu Perfect (zm. 2022)
  - Jan Versleijen, holenderski trener piłkarski
- 30 grudnia:
  - Stefan Kotlewski, polski polityk, samorządowiec, wicemarszałek województwa mazowieckiego
  - Constant Tourné, belgijski kolarz torowy i szosowy
- 31 grudnia:
  - Gregor Braun, niemiecki kolarz torowy i szosowy
  - Jarosław Guzy, polski działacz NZS, polityk, przedsiębiorca
  - Jaime Soto, amerykański duchowny katolicki pochodzenia meksykańskiego, biskup Sacramento

data dzienna nieznana
- - Grzegorz Dobiecki, polski dziennikarz
  - Zdzisław Pogoda, polski matematyk
  - Sławomir Ratajski, polski dyplomata
  - Władysław Szymański, polski organista, kompozytor, teoretyk muzyki, nauczyciel akademicki, profesor sztuk muzycznych
  - Grażyna Totwen-Kilarska, polska projektantka

## Zdarzenia astronomiczne
- 20 czerwca – całkowite zaćmienie Słońca, jedno z najdłuższych w XX wieku: 7m08s w południowo-wschodniej Azji.
- 14 grudnia – obrączkowe zaćmienie Słońca, jedno z najdłuższych tego typu trwało 12m09s na Oceanie Indyjskim

## Nagrody Nobla
- z fizyki – Willis Eugene Lamb, Polykarp Kusch
- z chemii – Vincent du Vigneaud
- z medycyny – Axel Hugo Theodor Theorell
- z literatury – Halldór Kiljan Laxness
- nagroda pokojowa – nagrody nie przyznano

## Święta ruchome
- Tłusty czwartek: 17 lutego
- Ostatki: 22 lutego
- Popielec: 23 lutego
- Niedziela Palmowa: 3 kwietnia
- Pamiątka śmierci Jezusa Chrystusa: 7 kwietnia
- Wielki Czwartek: 7 kwietnia
- Wielki Piątek: 8 kwietnia
- Wielka Sobota: 9 kwietnia
- Wielkanoc: 10 kwietnia
- Poniedziałek Wielkanocny: 11 kwietnia
- Wniebowstąpienie Pańskie: 19 maja
- Zesłanie Ducha Świętego: 29 maja
- Boże Ciało: 9 czerwca